# Liste der Baudenkmäler in Kreuztal

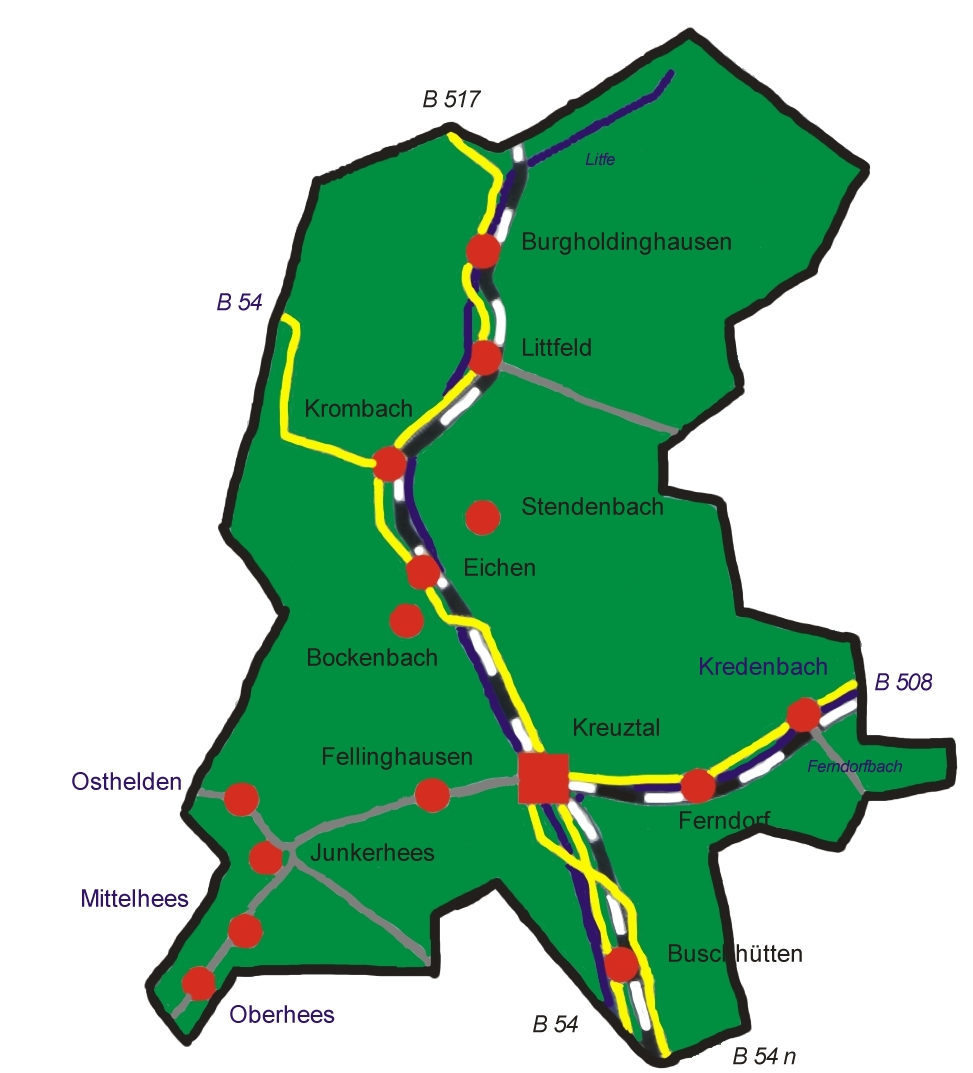
Stadtgebiet von Kreuztal mit Stadtteilen

In der nachstehenden Liste der Baudenkmäler in Kreuztal sind alle Denkmäler der nordrhein-westfälischen Stadt Kreuztal und ihrer Ortsteile aufgelistet. Grundlage ist die Denkmalliste der Stadt Kreuztal. Die Eintragung der Denkmäler in diese Liste erfolgte jeweils in Abstimmung mit dem Westfälischen Amt für Denkmalpflege.

## Geschichtliche Entwicklung
Die Stadt Kreuztal entstand am 1. Januar 1969 im Rahmen der kommunalen Neugliederung durch den freiwilligen Zusammenschluss der vier im mittleren Ferndorftal gelegenen Gemeinden Kredenbach, Ferndorf, Kreuztal und Buschhütten, den vier Gemeinden des Littfetals – Burgholdinghausen, Littfeld, Krombach und Eichen mit Bockenbach und Stendenbach – sowie der vier Heestalgemeinden Oberhees, Mittelhees, Osthelden und Fellinghausen. Diese Gemeinden sind seit jeher geschichtlich und wirtschaftlich miteinander verbunden.
Die früheste urkundliche Erwähnung findet sich im Jahr 1067 als „Berentraph“, dem heutigen Ferndorf, das vor der Stadtwerdung die Namensgeberin der damaligen Amtsverwaltung war. Das Zentrum der heutigen Stadt wurde 1826 im Taufbuch der Kirchengemeinde Ferndorf erstmals als „Kreuzthal“ bezeichnet.
Erzbergbau und Eisenverhüttung spielten in der Region eine wichtige Rolle für Wachstum und Entwicklung der ursprünglich bäuerlichen Dörfer. Im 17. und 18. Jahrhundert erreichte der Bergbau seine Blüte, bis dieser mit Schließung der letzten Grube im Jahr 1927 gänzlich erlosch.

## Die heutigen Denkmäler
Das nordrhein-westfälische Denkmalschutzgesetz definiert Denkmäler folgendermaßen: Denkmäler sind Sachen, Mehrheiten von Sachen oder Teile von Sachen, an deren Erhaltung und Nutzung ein öffentliches Interesse besteht. Ein öffentliches Interesse besteht, wenn die Sachen bedeutend sind für die Geschichte des Menschen, für Städte und Siedlungen oder für die Entwicklung der Arbeits- und Produktionsverhältnisse und wenn für die Erhaltung und Nutzung künstlerische, wissenschaftliche, volkskundliche oder städtebauliche Gründe vorliegen.
Diese Definition ist Grundlage für die Eintragung der Objekte in die Denkmalliste einer Stadt oder Gemeinde. Für die Eintragung müssen nicht alle Bedeutungen und nicht alle Gründe vorliegen. Es reicht aus, wenn jeweils eine Bedeutung und ein Grund vorliegen. Zudem kommt es darauf an, zu erläutern, worin die Bedeutung und der Grund für die Bezeichnung als Denkmal liegen.
Es wird unterschieden zwischen Bau- und Bodendenkmälern, wobei ein Baudenkmal gleichzeitig auch ein Bodendenkmal sein kann und umgekehrt.
Das Denkmal enthält vielfältige aus anderen Quellen nicht erschließbare Informationen über die Zeit seiner Entstehung sowie über alle Perioden, die es seither durchlaufen hat.
Die Denkmalwertigkeit ist allein aus der Materie des Objektes nicht ersichtlich. Jedes Denkmal bedarf deshalb einer Interpretation, die mit Mitteln und Methoden aus dem Bereich der Geschichtswissenschaft unter Zuhilfenahme von Bau- und Kunstgeschichte, Volkskunde, Archäologie, Paläontologie, Wirtschafts- und Sozialgeschichte, politischer Geschichte, Religionsgeschichte usw. erarbeitet wird.
Weil die historische Information an die überkommene Denkmalsubstanz gebunden ist, kommt es auch darauf an, zu werten, inwieweit beim Baudenkmal z. B. bestimmte Materialien, Ausführungstechniken, Farbgebungen, Raumdispositionen, Fassadengestaltungen und beim Bodendenkmal z. B. Objekt- und Reliefgestaltung sowie die Umgebung an der Denkmalbedeutung Anteil haben. Hierzu muss alles Wissen über die Objekte zusammengetragen und analysiert werden.
In enger Abstimmung aller beteiligten Dienststellen wurden in Kreuztal bisher insgesamt 161 Baudenkmäler und 17 ortsfeste Bodendenkmäler nach vorausgehender Anhörung in die Denkmalliste eingetragen.
Zahlreiche Fachwerkhäuser in typischer Siegerländer Bauweise aus dem 18. und 19. Jahrhundert und einige Putz- und Ziegelbauten aus dem jetzigen Jahrhundert haben als Zeugen früherer Baukunst und Lebensweise Aufnahme in die Denkmalliste gefunden.
Die Geschichte hat allerdings nicht nur Baulichkeiten hinterlassen, die „über Tage“ sichtbar, begreifbar und erlebbar sind. Weit mehr Spuren menschlichen Lebens und Schaffens sind im Boden verborgen: Für den Laien mit bloßem Auge häufig kaum erkennbar sind die 17 in die Denkmalliste eingetragenen ortsfesten Bodendenkmäler.
Als besonders bedeutend gilt hier zum Beispiel die einzigartige Bergbauwüstung Altenberg aus dem 12. Jahrhundert.

## Burgholdinghausen
| Bild               | Bezeichnung        | Lage              | Beschreibung | Bauzeit | Eingetragen seit | Denkmal- nummer |
| ------------------ | ------------------ | ----------------- | --- | ------- | ---------------- | --------------- |
| Schafstall         | Schafstall         |                   | Das zurzeit nicht genutzte Gebäude liegt oberhalb der alten Burgstelle nordöstlich des Forsthauses in Burgholdinghausen. Es handelt sich um einen aus Bruchsteinen erbauten, längs-rechteckigen, gewölbten Raum mit gebogenen Fensteröffnungen. Das flach geneigte Satteldach ist nach der einfachen Gestaltung der Fachwerkgiebel eine Reparaturmaßnahme des späten 19. Jahrhunderts oder Anfang des 20. Jahrhunderts. Das Innere des Gebäudes ist mit einem weiten, sorgfältig aus Bruchsteinen gemauerten Tonnengewölbe versehen, was auf eine Entstehung zwischen dem 16. und 18. Jahrhundert deutet. |         | 28. Oktober 1993 | 78              |
| Jüdischer Friedhof | Jüdischer Friedhof | Hagener Straße    | Bei dem „Jüdischen Friedhof“ handelt es sich um den ältesten von vier im Altkreis Siegen befindlichen. Laut Auszug aus der Dokumentation „Die jüdischen Friedhöfe im Kreis Siegen-Wittgenstein“ von Dietermann, Morgenstern-Wulff und Röcher von 1991 wurde der Friedhof am Burberg in Burgholdinghausen 1804 von Benjamin Moses in einer fast quadratischen Ausführung angelegt, um dort seine Ehefrau zu beerdigen. Auf dem Friedhof befinden sich heute noch zwei Doppel- und vier Einzelgräber. |         | 4. Juli 2006     | 152             |
| Wohnhaus           | Wohnhaus           | Müsener Straße 60 | Bei dem heute als Wohnhaus genutzten Gebäude handelt es sich um das im Volksmund als „Holthaus’sches Grubenhaus“ genannte ehemalige Verwaltungsgebäude der früheren „Neuen Grube Viktoria“, erbaut im Jahre 1905. Eineinhalbgeschossiges schiefergedecktes Fachwerkhaus unter einem Krüppelwalmdach. |         | 30. Oktober 1997 | 120             |

## Buschhütten
| Bild                    | Bezeichnung             | Lage                   | Beschreibung | Bauzeit   | Eingetragen seit  | Denkmal- nummer |
| ----------------------- | ----------------------- | ---------------------- | --- | --------- | ----------------- | --------------- |
|                         | Wohngebäude             | Bottenbacher Straße 58 | | 1899/1900 | 15. November 2016 | 159             |
| Hofgut Langenau         | Hofgut Langenau         | Langenauer Straße 34   | Die Ersterwähnung des Hofguts Langenau als Adelssitz fällt in das Jahr 1340. 1452 erhielten der Hofmeister Ewert von Wischel und Daem von Seelbach-Lohe die Erlaubnis vom Grafen Johann IV von Nassau das Recht, eine Eisenhütte zu bauen, die als „Buschhüttener Eisenhammer“ die Entwicklung der Region entscheidend bestimmt hat. 1746 erwarb der Prinz von Oranien-Nassau das Gut und verkaufte es bereits 1749 an den Fiskus. Ab 1764 diente es als u. a. Versammlungsort der Glaubensgemeinschaft der Mennoniten. Johannes Heinemann, der 1771 durch Einheirat zum mennonitischen Glauben übergetreten war, war Begründer der Familiendynastie Heinemann, die das Hofgut Langenau nahezu 200 Jahre bewohnte und bewirtschaftete, deshalb spricht man noch heute von „Heinemanns Ecke“. Im Jahre 1966 ging es in den Besitz von Dr. Barten, Inhaber der Firma Achenbach und Söhne, Buschhütten, über. |           | 1. März 1999      | 52              |
| Reiterstellwerk „Kf“    | Reiterstellwerk „Kf“    | Siegener Straße        | Das Stellwerk „Kf“ (Kreuztal Fahrdienstleiter) liegt an der Ruhr-Sieg-Strecke im Teilabschnitt Altena-Siegen, der im Jahre 1861 eröffnet wurde. Am 14. Oktober 1923 als elektromechanisches Befehls- und Fahrdienstleiterstellwerk in Betrieb genommen, diente es als Ersatz für ein älteres mechanisches Stellwerk. Es wurde als brückenartiges Reiterstellwerk in konventioneller Bauform errichtet. |           | 3. März 1998      | 126             |
| Wohn- und Geschäftshaus | Wohn- und Geschäftshaus | Siegener Straße 156    | Es handelt sich um ein ehemals als Wohn- und Geschäftshaus (Metzgerei) in der Form des Jugendstils errichtetes Gebäude. Das zweigeschossige massive verputzte Gebäude unter schiefergedecktem Krüppelwalmdach wurde im Jahre 1910 errichtet. Im Erdgeschoss hinter einer originalen Ladeneingangstür befindet sich der bis 1996 genutzte historische Verkaufsraum (ohne Inneneinrichtung) mit zwei Schaufenstern. Zurzeit ist ein Döner-Imbiss in diesem Haus untergebracht. |           | 17. Juni 1999     | 136             |

## Eichen
| Bild                                      | Bezeichnung                               | Lage                  | Beschreibung | Bauzeit                   | Eingetragen seit   | Denkmal- nummer |
| ----------------------------------------- | ----------------------------------------- | --------------------- | --- | ------------------------- | ------------------ | --------------- |
| Wohnhaus                                  | Wohnhaus                                  | Außer dem Schlag 1    | Um 1900 Errichtung des Ursprungsbaus für den Handlungsreisenden Otto Buch. Das Erscheinungsbild des Wohnhauses wird bestimmt durch gelben Verblendziegel. Das Gebäude zeigt sich in seiner äußeren Gestalt in den Formen einer Villa der 1920er Jahre. Die 1925 vorgenommene Fassadenänderung, die Um- und Anbauten sowie Aufstockung waren so durchgreifend, dass das äußere Erscheinungsbild des Ursprungsbaus nicht mehr ablesbar ist. |                           | 20. August 1998    | 127             |
| Wohnhaus                                  | Wohnhaus                                  | Bockenbachstraße 76   | Das zweigeschossige Fachwerkhaus ist bereits im Urkataster von 1835 aufgeführt. In späterer Zeit wurde ein Erker angefügt und ein massiver Einschnitt eingebaut. Es ist davon auszugehen, dass das Haus durch eine nachträgliche Änderung in zwei getrennte Wohnabschnitte geteilt wurde. Es gehört zu einer Gruppe von Fachwerkhäusern mit ortsbildprägender Bedeutung. |                           | 20. Oktober 1988   | 48              |
| Wohnhaus                                  | Wohnhaus                                  | Bockenbachstraße 77   | Ein zweigeschossiges Fachwerkhaus mit Zwerchhaus, das ursprünglich wohl als Wohnhaus mit Wirtschaftsteil errichtet, in späterer Zeit jedoch geteilt wurde. Obwohl das Erdgeschoss zum Teil in Massivbauweise bereits erneuert wurde, ist ansonsten das altertümliche Fachwerkgerüst erhalten. Aufgrund einer Inschrift an dem Hausteil Nr. 77 ist das Erbauungsjahr auf 1772 zu datieren. Unter dem westlichen Gebäudeteil befindet sich ein aus Bruchsteinen gemauerter Tonnengewölbekeller mit Bruchsteinboden. | 1772                      | 30. August 1990    | 60              |
|                                           | Wohnhaus                                  | Bockenbachstraße 66   | |                           | 14. Dezember 2012  | 157             |
| Wohnhaus                                  | Wohnhaus                                  | Eichener Straße 15    | Ein zweigeschossiger, traufständiger massiver Klinkerbau aus dem Jahre 1902 mit Betonpfannen gedecktem Dach. Straßenseitig befindet sich ein Risalit mit polygonalem Söller, der durch geputzte Pilaster, profiliertes Gesims und Brüstungsspiegel betont wird. Die Erschließung des Hauses erfolgt über die rechte Giebelseite durch einen vorgesetzten Windfang. Die originale Haustür ist eine schlichte, zweiflügelige Füllungstür mit überschobenen Füllungen, teilweise verglast und vergittert mit profiliertem Kämpfer und dreigeteiltem Oberlicht mit Flachbogen. Im Ortsteil Eichen selbst nannte sich dieser Ortsbereich „Hammer-Haus“, abgeleitet vom nahegelegenen Werksgelände am großen Teich neben der jetzigen Hagener Straße. Die Bedeutung des Gebäudes ergibt sich aus der industriellen Geschichte Kreuztals und Eichens. Es handelt sich hier um ein Wohnhaus, das 1902 für Arbeiter und Angestellte der damaligen Eichener Walz- und Verzinkerei-Gesellschaft erbaut wurde. | 1902                      | 14. September 2001 | 141             |
| Wohnhaus                                  | Wohnhaus                                  | Eichener Straße 29    | Ein vielgestaltiger, massiver Klinkerbau mit blechgedeckten Dächern (Krüppelwalmdach bzw. Satteldach), erbaut im Jahre 1905 von Hermann Achenbach. Auf der Vorderseite (Eichener Straße) befindet sich ein linker Eckrisalit mit Krüppelwalmdach und Zierfachwerk im Giebelbereich in runden Turm mit achteckig abgewalmten, hohen Turmhelm übergehend. An der Südseite befindet sich ebenfalls ein Eckrisalit mit Krüppelwalmdach. Die Erschließung des Hauses erfolgt über die rechte Hausseite durch einen vorgesetzten Windfang. Die Fenster im Erdgeschoss sind mit Korb- bzw. Flachbögen mit mittigem Schlussstein ausgebildet. Sie sind überwiegend original, straßenseitig mit kleingeteiltem Oberlicht mit grüner Verglasung, profiliertem Kämpfer und ungeteilten Flügeln. Die Haustür – einfüllige Zweifüllungstür, obere Füllung mit Rundbogen verglast – stammt ebenfalls aus der Erbauungszeit.                                                                                      | 1905                      | 14. September 2001 | 142             |
| Steinbrücke                               | Steinbrücke                               | Eichener Straße       | Steinbrücke an der Eichener Straße über die Littfe. Dreibogige Brücke aus Bruchstein. Die Brückenpfeiler mit Eisbrechern. Geländer aus Bruchstein. Die Brücke wurde Ende des 18. Jahrhunderts errichtet. | Ende des 18. Jahrhunderts | 18. Januar 1984    | 10              |
| Wohnhaus                                  | Wohnhaus                                  | Eichener Straße 67    | Zweigeschossiger Fachwerkbau mit wandhohen Hauptständern und angeschlossenen Streben. Erbaut im Jahre 1764, das Dach wurde 1928 erneuert und weist eine für das Siegerland untypische allseitige Abwallmung auf. Das Wohnhaus bildet in Verbindung mit den Gebäuden Eichener Straße 68/70 und 71 bis 75 den historischen Kern Eichens und hat seinen Standort in städtebaulich prägnanter Lage unmittelbar an der alten Eichener Bruchsteinbrücke. | 1764                      | 23. September 1985 | 36              |
| Wohnhaus                                  | Wohnhaus                                  | Eichener Straße 68    | Das Doppelhaus wurde im 19. Jahrhundert errichtet und zählt zu den ältesten Häusern des Stadtteils Eichen. Gemeinsam mit den übrigen umstehenden denkmalwürdigen Häusern bildet es den historischen Ortskern Eichens. | 19. Jahrhundert           | 10. Dezember 1986  | 40              |
| Wohnhaus einschließlich historischer Zaun | Wohnhaus einschließlich historischer Zaun | Eichener Straße 71–75 | Ein aus drei Abschnitten zusammengebautes zweigeschossiges Gebäude aus dem 17. Jahrhundert mit dem Namen „Schützes Haus“. Erstmals erwähnt und belegbar wird es durch die Balkeninschrift aus dem Jahre 1699. Weitere Umbauten erfolgten 1810 und um 1870. Über acht Generationen blieb das stattliche Wohngebäude im Familienbesitz, bis es 1971 in den Besitz der jetzigen Eigentümer überging. U.a. befand sich in dem Haus in den Jahren von 1859 bis 1885 die höhere Privatschule Eichen, die spätere Rektoratschule, als Vorgängerin der heutigen Kreuztaler Ernst-Moritz-Arndt-Realschule untergebracht. |                           | 18. Januar 1984    | 9               |
| Ehemalige Schule                          | Ehemalige Schule                          | Schulstraße 1         | Die 1900 erbaute und 1911 erweiterte ehemalige evangelische Volksschule. Sie diente der Beschulung der schulpflichtigen Kinder der damaligen Gemeinden Eichen, Bockenbach und Stendenbach und zählte zum Kirchspiel Crombach. Bis zum 1. August 1984 wurde das alte Gebäude für schulische Zwecke, zuletzt für den Schulversuch Vorklasse und dann für den Vorschulkindergarten genutzt. Seit diesem Zeitpunkt ist einer von drei in Eichen befindlichen Kindergärten in dem Gebäude eingerichtet. | 1900                      | 9. September 1996  | 108             |
|                                           | Grabstätte G. Schweisfurth                | ehemaliger Friedhof   | |                           | 16. Juni 1999      | 128             |
|                                           | Grabstätte F. u. F. Schweisfurth          | ehemaliger Friedhof   | |                           | 16. Juni 1999      | 129             |
|                                           | Grabstätte Helene Achenbach               | ehemaliger Friedhof   | |                           | 16. Juni 1999      | 130             |
|                                           | Gruft Bürhaus                             | ehemaliger Friedhof   | |                           | 16. Juni 1999      | 131             |
|                                           | schmiedeeisernes Eingangstor              | ehemaliger Friedhof   | |                           | 16. Juni 1999      | 132             |
|                                           | Wassergewinnungsanlage Struthbornquelle   |                       | |                           | 28. Januar 2009    | 156             |

## Fellinghausen
| Bild     | Bezeichnung  | Lage                  | Beschreibung | Bauzeit                            | Eingetragen seit | Denkmal- nummer |
| -------- | ------------ | --------------------- | --- | ---------------------------------- | ---------------- | --------------- |
| Wohnhaus | Wohnhaus     | Fellenbachstraße 2    | Es handelt sich um das nach dem Namen eines Vorbesitzers Heinrich oder Henrich benannte „Herje Haus“ aus der zweiten Hälfte des 18. Jahrhunderts. In dem Urkataster von 1835 ist das stattliche giebelständige, zweigeschossige Fachwerkhaus mit ziegelgedecktem Satteldach bereits enthalten. Es ist traufseitig erschlossen mit Mitteleingang und darüber angebrachtem Zwerchhaus. Das Erdgeschoss ist in den 1930er Jahren mit verputztem Mauerwerk erneuert worden. | zweite Hälfte des 18. Jahrhunderts | 30. Juni 1995    | 97a             |
|          | Nebengebäude | zu Fellenbachstraße 2 | Bei dem Nebengebäude handelt es sich um ein zweigeschossiges kleines Fachwerkhaus mit gemauertem Erdgeschoss und ziegelgedecktem Satteldach, ehemals als Wehrspeicher genutzt. |                                    | 30. Juni 1995    | 97b             |

## Ferndorf
| Bild                                      | Bezeichnung                               | Lage                    | Beschreibung | Bauzeit | Eingetragen seit | Denkmal- nummer |
| ----------------------------------------- | ----------------------------------------- | ----------------------- | --- | ------- | ---------------- | --------------- |
| Wohnhaus und straßenseitige Einfriedung   | Wohnhaus und straßenseitige Einfriedung   | Bergstraße 3            | Ein zweigeschossiges, verputztes Wohnhaus mit Vollwalmdach, an das an der einen Seite ein niedrigerer Seitentrakt und an der anderen Seite ein Wintergarten mit Dachterrasse angefügt ist. Das Gebäude wird zur Straße hin durch eine Gartenmauer mit Gitter begrenzt, diese ist ebenfalls denkmalwert. Das Wohnhaus wurde 1903/1904 errichtet und erhielt später statt des ursprünglichen Satteldaches ein vorkragendes Walmdach und einen Windfang. Der Wintergarten wurde angebaut. Der heute noch vorhandene Garagenanbau entstand 1933. |         |                  | 154             |
| Wohnhaus                                  | Wohnhaus                                  | Feldhof 1               | Stattliches zweigeschossiges Haus, ganz verschiefert unter Krüppelwalmdach. Profiliertes Kranz- und Dachgesims. Auf beiden Längsseiten je ein Zwerchhaus. Die erneuerten Fenster befinden sich noch meist an alter Stelle. Das Haus wurde um 1700 erbaut. Die Wandverschieferung stammt sicher aus dem 19. Jahrhundert. Das Haus befindet sich im Ortskern von Ferndorf, es liegt nördlich der mittelalterlichen Ev. Kirche. Das Baudenkmal wurde am 20. Oktober 1988 durch die Einfriedungsmauer fortgeschrieben. |         |                  | 6               |
|                                           | südliche Einfriedungsmauer                | Feldhof 1               | |         |                  | 46              |
| Wohnhaus                                  | Wohnhaus                                  | Feldhof 2               | Zweigeschossiges gründerzeitliches Fachwerkhaus in Sparfachwerkbauweise unter einem mit Schiefer gedeckten Satteldach und mit rückwärtigem Stallanbau von 1908. Es ist traufseitig erschlossen, mit Mitteleingang und darüber angebrachtem Zwerchhaus. Es ist ein typisches ehemaliges kleines Bauernhaus einer Kleinstfamilie mit landwirtschaftlichem Nebenerwerb aus dem endenden 19. Jahrhundert und ist im Dorf als „Dillmanns Haus“ (Hausstelle des Küsters Tillmann Siebel) bekannt. |         |                  | 87              |
|                                           | nördlicher Fachwerkgiebel                 | Feldhof 3               | |         |                  | 7               |
| Wohnhaus                                  | Wohnhaus                                  | Feldhof 7               | Kleines Fachwerkwohnhaus, an einer Stelle schmalerer Vorbau. Gefüge mit Stielen und spärlichen Streben, wenig Riegel. Fenster sind erneuert. Kleines Zwerchhaus. Erbaut im 16. Jahrhundert. Es gehört mit zur Bebauung „Feldhof“. Das Fachwerkhaus befindet sich im historischen Kern von Ferndorf. Es liegt nördlich der mittelalterlichen Ev. Kirche. |         |                  | 8               |
| Wohnhaus                                  | Wohnhaus                                  | Ferndorfer Straße 43    | Ein im Jahre 1924 von dem Kreuztaler Architekten Karl Meckel für den Prokuristen Fritz Scheuermann errichtetes Wohnhaus. Im Inneren wird das Haus über eine großzügige Diele im Stil des Art déco durch Holzverkleidungen verziert. Stuckaturen im Erdgeschoss sind nachträglich nach den Originalvorbildern neu eingegeben worden. Diese Qualität weist auf ein traditionell ausgerichtetes und traditionell hervorragend geschultes Schreinerhandwerk hin. |         |                  | 155             |
| Wohnhaus                                  | Wohnhaus                                  | Ferndorfer Straße 47    | Es handelt sich um eines der ältesten Gebäude des nördlichen Siegerlandes. Bei den Restaurierungsarbeiten, die 1981 und 1982 durchgeführt wurden, fand man einen Fachwerkbalken, der das Alter des Hauses belegt. Die Jahreszahl 1701 war auf dem Balken eingebrannt. Äußerlich wurde das Haus weitgehend wieder auf den ursprünglichen Zustand gebracht. Das Haus gehört zu dem Bestand von Alt-Ferndorf und nimmt im Ort eine hervorgehobene Lage an der Ecke Ferndorfer Straße / Kindelsbergstraße ein. |         |                  | 69              |
|                                           | Wohnhaus                                  | Ferndorfer Straße 49    | |         |                  | 93              |
| Wohnhaus                                  | Wohnhaus                                  | Ferndorfer Straße 51    | Das Gebäude zählt zu der locker zusammengefügten, im rechten Winkel zueinander angeordneten Häusergruppe Ziegeleistraße 2, 4 und Ferndorfer Straße 49 sowie den Häusern Ziegeleistraße 6 und 8 des erstmals 1470 erwähnten „Fröhlichshofs“. Dieser wurde vermutlich von dem wesentlich älteren, bekannten „Irlenhof“ abgetrennt (vergl. „Ein Siegerländer Dorf“ 1963, S. 81, von Lothar Irle, Ferndorf). Es handelt sich um ein zweigeschossiges, giebelständiges Fachwerkhaus mit blechgedecktem Satteldach und einer Schleppgaube, vermutlich aus der ersten Hälfte des 18. Jahrhunderts. |         |                  | 103             |
|                                           | Nebengebäude                              | Ferndorfer Straße       | |         |                  | 104             |
| Heimatmuseum                              | Heimatmuseum                              | Ferndorfer Straße 62    | Das Gebäude, das heute ein Heimatmuseum beinhaltet, ist eine 1893 erbaute ehemalige Volksschule. Es handelt sich um ein typisches Schulgebäude der Wilhelminischen Zeit. Die Fassade zeigt noch manche Spuren von Kriegseinwirkungen (Splitter- und Beschussschäden). Eine Gedenktafel an der ehemaligen Schule weist auf die historischen Gegebenheiten hin. |         |                  | 88              |
| Grabstätte Familie Schaub                 | Grabstätte Familie Schaub                 | Friedhof Ferndorf       | Bei der Familiengrabstätte Schaub handelt es sich um die Ruhestätte der Familie Albert Schaub (1867–1938), dessen Ehefrau Mathilde Schaub (1873–1926) und der Nachfolgefamilien Reimer. Die erste Bestattung datiert vom 20. März 1920, als dort Anneliese Schaub (1903–1920) Tochter von der Familie Schaub, ihre letzte Ruhestätte fand. |         |                  | 153             |
| Wohnhaus                                  | Wohnhaus                                  | Im Kiel 1               | Bei dem Gebäude handelt es sich um ein traufenständiges, eingeschossiges Fachwerkwohnhaus mit ausgebautem Dachgeschoss, Natursteinsockel, Mansardgiebeldach mit Naturschieferdeckung, das 1911 erbaut wurde. An straßenseitiger und rückwärtiger Traufseite befinden sich Zwerchhäuser. Die Giebelflächen sind leicht vorkragend, profilierte Füllhölzer befinden sich zwischen den Balkenköpfen. Die beiden Wetterseiten sind mit Holzschindeln verkleidet (die Holzschindeln an der Giebelseite sind in den 1970er Jahren erneuert worden). |         |                  | 122             |
| Wohnhaus                                  | Wohnhaus                                  | Kindelsbergstraße 2     | Ein von der Straßenflucht zurückgesetzter, zweigeschossiger, massiver Putzbau mit Walmdach; vorderseitig Risalit mit Krüppelwalmdach. Das 1906 im Villenstil erbaute Pfarrhaus prägt zusammen mit der schräg gegenüber liegenden Kirche das Ortsbild. Die Kirchenerweiterung von 1887 und knapp zwei Jahrzehnte später der Pfarrhausbau dokumentieren das Wachsen der politischen und kirchlichen Gemeinde in Zeiten des industriellen Aufschwungs. |         |                  | 116             |
| Wohnhaus                                  | Wohnhaus                                  | Marburger Straße 135    | Das zweigeschossige Fachwerkhaus mit Satteldach wurde zu Beginn des 19. Jahrhunderts errichtet. Typisch ist die symmetrische Fensteranordnung an der Trauffassade. |         |                  | 44              |
| Nebengebäude                              | Nebengebäude                              | Marburger Straße 135    | Das kleine scheunenähnliche Nebengebäude mit Krüppelwalmdach, das zurzeit als Garage genutzt wird, wurde zu Beginn des 19. Jahrhunderts errichtet. |         |                  | 45              |
| Wohnhaus                                  | Wohnhaus                                  | Marburger Straße 138    | Den Doppelhäusern Vorm Berge 2/4 und Marburger Straße 138/140/142 kommen erhebliche städtebauliche Bedeutung zu. Sie sind im rechten Winkel aufeinander bezogen und liegen im Sichtzusammenhang mit der mittelalterlichen Evangelischen Kirche. Beide Gebäude gehören zu dem historischen Ortskern von Ferndorf. Insbesondere das Wohnhaus Marburger Str. 138/140/142 bildet den Eingangsbereich zu diesem historisch gewachsenen Ortskern. |         |                  | 56              |
|                                           | Wohnhaus                                  | Marburger Straße 140    | Den Doppelhäusern Vorm Berge 2/4 und Marburger Straße 138/140/142 kommen erhebliche städtebauliche Bedeutung zu. Sie sind im rechten Winkel aufeinander bezogen und liegen im Sichtzusammenhang mit der mittelalterlichen Evangelischen Kirche. Beide Gebäude gehören zu dem historischen Ortskern von Ferndorf. Insbesondere das Wohnhaus Marburger Str. 138/140/142 bildet den Eingangsbereich zu diesem historisch gewachsenen Ortskern. |         |                  | 57              |
| Wohnhaus                                  | Wohnhaus                                  | Marburger Straße 142    | Den Doppelhäusern Vorm Berge 2/4 und Marburger Str. 138/140/142 kommen erhebliche städtebauliche Bedeutung zu. Sie sind im rechten Winkel aufeinander bezogen und liegen im Sichtzusammenhang mit der mittelalterlichen Ev. Kirche. Beide Gebäude gehören zu dem historischen Ortskern von Ferndorf. Insbesondere das Wohnhaus Marburger Str. 138/140/142 bildet den Eingangsbereich zu diesem historisch gewachsenen Ortskern. |         |                  | 58              |
| Nebengebäude                              | Nebengebäude                              | zu Marburger Straße 160 | Das kleine eingeschossige Fachwerkgebäude liegt an der Wittgensteiner Straße zurückgesetzt am Irlenbach. Es ist bereits im Urkataster von 1835 enthalten. Ursprünglich scheint es als landwirtschaftliches Nebengebäude nach Art seiner Fachwerkkonstruktion mit kräftigen Hölzern im frühen 18. Jahrhundert errichtet worden zu sein. Später wurde eine Seite des Daches aufgedrempelt und mit einer Ladeluke versehen. Die rückwärtige Seite ist in Backstein mit einzelnen Holzständern erneuert worden, eine Giebelseite wurde verlängert. Das Dach ist mit Blech gedeckt. |         |                  | 135             |
| Hotel Finke                               | Hotel Finke                               | Marburger Straße 168    | Es handelt sich um ein stattliches Fachwerkhaus in der Ortsmitte von Ferndorf, das ursprünglich 1780 als Wohngebäude errichtet, durch mehrfache Um- und Ausbauten aber verändert wurde. Das Haus hat eine markante Giebelansicht und befindet sich an einem ortsbildprägenden Standort. |         |                  | 39              |
| Wohnhaus                                  | Wohnhaus                                  | Marburger Straße 170    | Bei dem vermutlich aus dem Beginn des 19. Jahrhunderts stammenden zweigeschossigen Fachwerkhaus mit Satteldach und straßenseitigem Zwerchhaus mit Ladeluke. Die ursprünglich niedrige Trauflinie wurde im späten 19. Jahrhundert durch einen Drempel erhöht. Besonders qualitätsvoll ist die Gestaltung der historischen Eingangstür aus der Erbauungszeit. Die Fenster sind unter Beachtung des Fachwerkgefüges erneuert worden. |         |                  | 118             |
| Wohnhaus                                  | Wohnhaus                                  | Marburger Straße 173    | Bei dem Wohnhaus, im Volksmund als Achebachs Haus, ableitend von dem von 1838 bis 1845 dort wohnenden Pastor Achenbach, bezeichnet, handelt es sich um ein giebelständiges, zweigeschossiges Wohnhaus mit schiefergedecktem Satteldach. Der Kern des Hauses stammt möglicherweise aus dem 18. Jahrhundert. Unter dem vorderen Bereich des Gebäudes befindet sich ein aus Bruchstein gemauerter Tonnengewölbekeller. |         |                  | 85              |
| Evangelische Kirche                       | Evangelische Kirche                       | Marburger Straße 175    | Die Ev. Pfarrkirche, ehemals St. Laurentius, ist seit 1300 als Pfarre nachweisbar. Spätromanische dreischiffige Hallenkirche des Siegerländer Typs aus der ersten Hälfte des 13. Jahrhunderts. Aus diesem Bau sind noch drei Joche des Langhauses und der vorgebaute Westturm erhalten. Strebepfeiler wurden später angefügt. 1887 wurde der Chor durch einen großen Neubau mit Querschiff ersetzt. Im Langhaus schwere Viereckpfeiler mit drei Halbsäulenvorlagen und derben Kapitellen mit Eckknollen. Im Mittelschiff kuppelige Gradgewölbe und spitzbogige Gurte, in den Seitenschiffen einhüftig zwischen nach außen stark verbreiteten Gurten auf Wandvorlagen. Auch die beiden unteren Geschosse des Turmes sind gewölbt. Fenster und Portale flachbogig erweitert.  |         |                  | 16              |
| Wohnhaus                                  | Wohnhaus                                  | Marburger Straße 195    | Bei dem Haus handelt es sich um das im Volksmund als „Hänkshaus“, abgeleitet von dem ehemaligen Besitzer Henk, bezeichnetes Gebäude. Es liegt unmittelbar an der Hauptstraße (B508) am Rande des historischen Ortskerns von Ferndorf. Es ist ein zweigeschossiges, zur Straße traufenständiges, dreiachsiges Wohnhaus mit rückwärtigem Anbau, ebenfalls zweigeschossig mit Satteldach im rechten Winkel zu dem des Vorderhauses bei gleicher Firsthöhe. Das Haus ist bis auf die rückwärtige Giebelwand verschiefert, diese zeigt weitgehend riegelloses Fachwerk. |         |                  | 94              |
| Wohnhaus                                  | Wohnhaus                                  | Marburger Straße 248    | Bei dem Gebäude handelt es sich um ein zweigeschossiges Wohnhaus unter einem Vollwalmdach. Das Wohnhaus bot von vornherein einen gehobenen Wohnkomfort und besonders qualitätsvolle Ausstattung. Hervorzuheben sind dabei die gediegenen Arbeiten in Holz, die sich im hölzernen Vorbau, in der Verkleidung des Obergeschosses mit Holzschindeln, in der massiven Ausführung von Türfüllungen, Wandverkleidungen etc. zeigt. |         |                  | 139             |
| Wohnhaus                                  | Wohnhaus                                  | Marburger Straße 283    | Bei dem Wohnhaus Marburger Straße 283 handelt es sich um ein im Jahre 1906 erbautes villenartiges Fachwerkhaus, in dem reichen späthistoristischem Stilformen, wie sie um 1910 üblich gewesen sind. Das im Inneren noch in wesentlichen Teilen bewahrte Haus zeigt etwas schlichtere Einzelformen als sonst bei Villenbauten üblich, da auf mit Stück gestaltete Deckenlösungen verzichtet wurde. Die Türen und das Treppengeländer zeigen die für diese Zeit kennzeichnenden Jugendstileinflüsse. |         |                  | 47              |
| Wohnhaus                                  | Wohnhaus                                  | Schlehdornstraße 20     | Der zweigeschossige massive Putzbau mit nahezu gleichwertigen Fassaden unter vielgestaltigen kunstschiefergedeckten Dächern wurde im Jahre 1907 nach den Plänen des Architekten Kurth, Kreuztal, errichtet. Das Gebäude zeigt zur Straßenseite einen Risalit unter geschweiften Giebel. Eigenwillige Fensterformen des Jugendstils betonen allseits die Fassaden. Vom Erdgeschoss bis in die Höhe des Sohlbankgesimses des 1. Obergeschosses findet sich das für den Jugendstil typische, durch Putzrillen imitierte Quadermauerwerk. Das 1. OG der Straßenfront zeigt Zierfachwerk. Reich gestaltete jugendstilhafte Farbfenster bezeichnen das Treppenhaus. Die Hauseingangstür ist original als schlichte Einfüllungstür mit rechteckigem vergitterten Fenster erhalten. |         |                  | 83              |
| Wohnhaus                                  | Wohnhaus                                  | Vinsterhof 1            | Das verkleidete Fachwerkhaus steht in unmittelbarer Nähe der Ferndorfer Kirche und gehört zu den ältesten noch bestehenden Fachwerkhäusern im Siegerland. Das 1524 erbaute Gebäude trägt noch heute den Namen „Schuelmeistersch“, da der frühere Eigentümer Johannes Münker seit 1612 als Schulmeister tätig war. Das Gebäude ist bedeutend für Ferndorf, da es zum ältesten Baubestand gehört und damit das Leben und Wohnen der Ferndorfer bis ins 16. Jahrhundert hinein erforschbar und aufzeigbar machte. |         |                  | 63              |
| Wohnhaus                                  | Wohnhaus                                  | Vorm Berge 2            | Die um 1800 entstandenen Doppelhäuser sind von architekturgeschichtlicher Bedeutung, da sie Vorstufen innerhalb der Entwicklungsgeschichte der Gebäude in Serienbauweise darstellen, in dem sie die gleiche äußerliche Ausbildung besitzen. Die jeweiligen Zwerchhäuser lassen die frühere Nutzung der Speicher für die Lagerung landwirtschaftlicher Produkte noch erkennen und dokumentieren damit zugleich den Wandel des Typus Ackerbürgerhaus zum bürgerlichen Wohnhaus im 19. Jahrhundert. |         |                  | 54              |
| Wohnhaus                                  | Wohnhaus                                  | Vorm Berge 4            | Die um 1800 entstandenen Doppelhäuser sind von architekturgeschichtlicher Bedeutung, da sie Vorstufen innerhalb der Entwicklungsgeschichte der Gebäude in Serienbauweise darstellen, in dem sie die gleiche äußerliche Ausbildung besitzen. Die jeweiligen Zwerchhäuser lassen die frühere Nutzung der Speicher für die Lagerung landwirtschaftlicher Produkte noch erkennen und dokumentieren damit zugleich den Wandel des Typus Ackerbürgerhaus zum bürgerlichen Wohnhaus im 19. Jahrhundert. |         |                  | 55              |
| Stollenmundloch des Bergwerkes „Theodora“ | Stollenmundloch des Bergwerkes „Theodora“ |                         | Der Stollen des Bergwerks „Theodora“, im sogenannten „Hamburger Distrikt“ zwischen Kindelsberg und Martinshardt gelegen, wurde zwischen Anfang 1860 und 1870 mit einer Gesamtlänge von 140 Lachter, das sind ca. 290 m, aufgewältigt. Neu aufgewältigt wurde er zwischen 1965 und 1966, dabei ist ein Letteverbruch beseitigt worden. Sowohl das Stollenportal mit seinen Flügelmauern als auch der abgehende Stollen sind in Bruchsteinen gesetzt. |         |                  | 67              |
| Wohnhaus                                  | Wohnhaus                                  | Ziegeleistraße 2        | Ein zweigeschossiges traufständiges Fachwerkhaus mit blechgedecktem Satteldach, vermutlich aus dem 18. Jahrhundert. Die Fachwerkkonstruktion weist reichliche Riegel- und Strebkonstruktionen auf, wie sie im Siegerland bis in das 18. Jahrhundert üblich war. |         |                  | 99              |
| Wohnhaus                                  | Wohnhaus                                  | Ziegeleistraße 4        | Ein giebelständiges, zweigeschossiges Fachwerkhaus mit blechgedecktem Satteldach, vermutlich aus dem 18. Jahrhundert. Die Fachwerkkonstruktion weist reichliche Riegel- und Strebkonstruktionen auf, wie sie im Siegerland bis in das 18. Jahrhundert üblich war. Die Kehlbalken und Deckenbalken des 1. Obergeschosses sind mit pfeilförmigen Schnitzereien farbig abgesetzt. |         |                  | 100             |
| Wohnhaus                                  | Wohnhaus                                  | Ziegeleistraße 6        | Ein zweigeschossiges Fachwerkhaus mit blechgedecktem Satteldach und Zwerchhaus, vermutlich aus dem frühen 18. Jahrhundert. |         |                  | 101             |

## Junkernhees
| Bild                                  | Bezeichnung                           | Lage           | Beschreibung | Bauzeit | Eingetragen seit | Denkmal- nummer |
| ------------------------------------- | ------------------------------------- | -------------- | --- | ------- | ---------------- | --------------- |
| Schloss Junkernhees mit Nebengebäuden | Schloss Junkernhees mit Nebengebäuden | Heesstraße 202 | Schloss Junkernhees wurde im Jahre 1523 fertiggestellt und von Ritter Adam von der Hees im Dezember 1523 bezogen. Umfangreiche Baumaßnahmen wurden unter dem nachfolgenden Besitzer Junker Dietrich Wilhelm von Syberg vorgenommen. Das aus Bruchsteinen errichtete Bauwerk ist eines der ältesten Häuser dieser Art im Siegerland. Das Hauptgebäude ist in seinem Erdgeschoss aus schwerem Bruchsteinmauerwerk errichtet. Über diesem befindet sich ein Fachwerkaufbau mit hohem Giebel. | 1523    | 5. März 1984     | 11              |
| Wohnhaus                              | Wohnhaus                              | Heesstraße 198 | Es handelt sich um das Wohnhaus „Alte Mühle“, welches im Zusammenhang mit der Geschichte von Schloss Junkernhees steht. Die Mühle wurde 1796 nach einem Plan von 1793 unmittelbar an der Straße erbaut. Sie war eine Bannmühle. Das schwarz-weiße Fachwerk ist typisch für das Siegerland. | 1796    | 5. März 1984     | 12              |

## Kredenbach
| Bezeichnung                                                     | Beschreibung | Foto |
| --------------------------------------------------------------- | --- | ---- |
| Wohnhäuser Altlohe 2 – 6                                        | Das Gebäude gehört zur ehemaligen Arbeitersiedlung Kredenbach. Es ist im Zusammenhang mit der ehemaligen Silberhütte, die zum Revier Müsen gehörte, zu sehen. Die Gewinnung von Eisenerz dauerte bis in unser Jahrhundert an. Das Wohnhaus wurde im Jahre 1718 erbaut. Die ehemalige Arbeitersiedlung Kredenbach ist die zweitälteste hier bekannte Arbeitersiedlung in Westfalen-Lippe. |      |
| Wohnhaus Am Lindenhof 1                                         | Das Fachwerkhaus wurde bereits im Urkataster von 1835 aufgeführt. Es gehört somit zu den ältesten noch bestehenden Wohnhäusern dieses Ortsteiles. Die Häusergruppe ist als sogenannte „Lange Zeile“ von erheblicher ortsbildprägender Bedeutung und daher besonders schützenswert. |      |
| Wohnhaus Am Rain 1                                              | Das zweigeschossige Fachwerkhaus wurde im Jahre 1799 errichtet. In späterer Zeit wurde das Satteldach aufgedrempelt. Besondere Bedeutung ist der einzeiligen Frakturinschrift im Geschossrähm „Dieses Haus ist erbaut durch Franz Schafer Anna Margaretha Eheleut aufgeschlagen den 21ten Mai 1799 Zimmermeister ist gewesen Johann Jost Scheffe von Littfeld“ beizumessen. Das Haus gehört zu einer Gruppe von Fachwerkhäusern mit ortsbildprägender Bedeutung. |      |
| Doppelwohnhäuser An der Bahn 1+3                                | Bei dem Doppelwohnhaus „An der Bahn 1/3“ handelt es sich um ein zweigeschossiges Fachwerkhaus mit Zwerchhaus. Die Fachwerkkonstruktion weist reiche Strebenkonstruktionen aus, wie sie im Siegerland bis in das 18. Jh. üblich waren. |      |
| Wohnhaus An der Bahn 4                                          | Es handelt sich hier um ein traufenständiges, zweigeschossiges Wohnhaus mit schindelgedecktem Satteldach und beidseitigen Zwerchhäusern. Der Kern des Hauses stammt möglicherweise aus dem Ende des 18. Jahrhunderts. Unter dem kunstschieferverkleideten Giebel und unter der in altdeutscher Deckung mit Naturschiefer versehenen südlichen Traufseite ist ein intaktes Fachwerkgefüge zu vermuten. Das Gebäude in seiner nur unwesentlich veränderten Form zählt zum ältesten Baubestand in Kredenbach. |      |
| Splitterschutzzellen (Einmannbunker) a und b                    | Die aus einem Stück Beton gegossene Schutzzellen wurde laut Zeitzeugen im Zweiten Weltkrieg auch in Kreuztal an Örtlichkeiten in der Nähe von Bahn, von Betrieben und der Post aufgestellt. Sie diente als Minimalschutz gegen Splitterwirkung von Bomben gegen Tiefflieger-Beschuss mit kleinerem Kaliber. Bei den beiden Splitterschutzzellen handelt es sich um die letzten noch auf Kreuztaler Stadtgebiet befindlichen Exemplare ihrer Art. Sie dokumentieren damit ein Stück Kreuztaler Geschichte im Zweiten Weltkrieg. Für die Erhaltung und Nutzung sprechen wissenschaftliche Gründe hinsichtlich der Geschichte des Zweiten Weltkrieges und des Befestigungsausbaus allgemein, da solche Splitterschutzzellen insgesamt zwar noch vorhanden sind, aber doch zunehmend in Verlust geraten. |      |
| Wohnhaus Kredenbacher Straße 20                                 | Das im Jahre 1717 errichtete zweigeschossige Fachwerkhaus gehört zu den ältesten noch bestehenden Wohnhäusern dieses Ortsteiles. Es ist einer Gruppe von Fachwerkhäusern mit ortsbildprägender Bedeutung zuzurechnen. |      |
| Doppelwohnhäuser Kredenbacher Straße 21 und 23                  | Das nach einem Vorbesitzer namens Kuckuck benannte „Kuckes Haus“. Der in seiner Form kaum veränderte Kern des jetzigen Gebäudes stammt aus der ersten Hälfte des 18. Jahrhunderts und ist damit eines der ältesten Häuser im historischen Ortskern von Kredenbach. Es ist ein wichtiges Dokument der Baugeschichte und daher bedeutend für die Geschichte des Menschen. |      |
| Wohnhaus Kredenbacher Straße 29                                 | Die ehemalige Kapellenschule, die zu Wohnzwecken genutzt wird, wurde am 20. August 1863 eingeweiht. Sie befindet sich im historischen Ortskern des Stadtteils Kredenbach und ist von erheblicher ortsbildprägender Bedeutung. |      |
| Wohnhaus Marburger Straße 349                                   | Bei dem Gebäude handelt es sich um ein dekoratives, zweigeschossiges, traufenständiges Fachwerkhaus aus dem Jahre 1870. Die inneren Raumstrukturen mit Treppe und Türen sind erhalten. Zu dem Gebäude gehören die beiden Hausbäume vor der historischen Haupteingangstreppe des Hauses. 1973 wurde der rückwärtige ehemalige Holzschuppen des Wohngebäudes im Erd- und Obergeschoss zu Wohnzwecken umgebaut. In späterer Zeit erhielten diese Wohnräume einen Balkon und Terrassenanbau, der so errichtet wurde, dass er nicht in die historische Bausubstanz wesentlich eingriff. |      |
| Wohnhaus Marburger Straße 389                                   | Bei dem vorgenannten Wohnhaus handelt es sich um ein Haus mit einem alten rückwärtigen Flügelanbau, Errichtung etwa 1850. Das typische riegellose Fachwerk dieser Zeit ist in zwei Geschossen sichtbar. Mittig über der Trauffassade befindet sich ein Zwerchhausgiebel. Das Wohnhaus Kredenbacher Str. 389 ist dem Kleinhaustypus des Siegerlandes in der typischen Form zugehörig. |      |
| Stollenmundloch des Tiefen Stollens der ehemaligen Grube Brüche | Ein in einem Röscheneinschnitt am Hang gelegenes, rundbogig geschlossenes Stollenmundloch, das zur Grube Brüche gehörte. Das Eingangsportal aus bearbeitetem Naturstein sorgfältig zusammengefügt. Großer Schlussstein mit der Inschrift „Ein- und Ausfahrt der Grube Brüche 1777 angefangen. Gemauert 1802. 1822 mit dem Stollen den Gang angehauen“. Eine eiserne Tür mit der Aufschrift „Wasserwerk Müsen-Dahlbruch 1951“ und dem Bergwerksensemble Schlägel und Eisen verschließt den Zugang. |      |

## Kreuztal
| Bezeichnung                                                           | Beschreibung | Foto |
| --------------------------------------------------------------------- | --- | ---- |
| Wohnhaus Dörrwiesenstraße 2                                           | Ein dreifach geteiltes Fachwerkhaus, das im 18. Jahrhundert in der historischen Dorflage Ernsdorf errichtet worden ist. Gemeinsam mit anderen Fachwerkhäusern belegt das Gebäude die Bau- und Wohnweise der Bevölkerung des Siegerlandes in der Zeit um 1800 sowie die ursprünglich dörfliche, später im Zuge der Industrialisierung überformte Siedlungsstruktur des Ortes. |      |
| Wohnhaus Ernsdorfstraße 11                                            | Ein zweigeschossiges Fachwerkgebäude mit Zwerchhaus, das nahezu unverändert erhalten ist und eindrucksvoll die Handwerkskunst und Fachwerkbauweise des 18. Jahrhunderts dokumentiert. Das Gebäude ist ca. 1780 errichtet worden und somit eines der ältesten Häuser in Ernsdorf. |      |
| Wohnhaus Ernsdorfstraße 12                                            | Ein giebelständiges, zweigeschossiges Fachwerkhaus aus dem Beginn des 19. Jahrhunderts. Bereits im Urkataster von 1835 ist dieses Gebäude enthalten. Links befindet sich ein zweigeschossiger Anbau, rechtwinkelig zum First und in Flucht des rückseitigen Giebels. An der rechten Traufseite steht ein neuzeitlicher eingeschossiger Anbau mit schiefergedecktem Satteldach. |      |
| Wohnhaus Ernsdorfstraße 13                                            | Ein zweigeschossiges Doppelwohnhaus mit Zwerchhaus und Ziegeldach. Das ca. 1780 errichtete Gebäude zählt zum ältesten Baubestand in Ernsdorf. |      |
| Wohnhaus Ernsdorfstraße 36                                            | Gemeinsam mit anderen Fachwerkhäusern belegt das Gebäude die Bau- und Wohnweise der Bevölkerung des Siegerlandes in der Zeit um 1800 sowie die ursprünglich dörfliche, später im Zuge der Industrialisierung überformte Siedlungsstruktur des Ortes. Die freiliegenden Teile des Fachwerks zeigen ein ursprünglich geschossig abgezimmertes Fachwerkgerüst mit langen Fußstreben. |      |
| Wohnhaus Ernsdorfstraße 38                                            | Das ehemalige Wohn- und Wirtschaftsgebäude erfuhr schon im Verlauf des 19. Jahrhunderts eine Hausteilung durch eine etwa mittige Quer-Trennwand, die mit dem Umbau des einstigen Wirtschaftsteiles (östlich) zu Wohnzwecken verbunden war. Eine weitere Teilung erfolgte erst im 20. Jahrhundert, wobei die westliche Haushälfte durch eine firstparallele Trennwand in wiederum zwei Wohnteile unterteilt wurde. |      |
| Wohnhaus Ferndorfer Straße 2                                          | Ein stattliches zweigeschossiges massives Eckgebäude aus dem Jahre 1908. Es ist mit zeittypisch glasierten Dachziegeln mit genagten Sparren und Fetten versehen. Vorderseitig befindet sich mittig ein Zwerchgiebel mit Krüppelwalmdach. Das Gebäude war ursprünglich als Wohnhaus vorgesehen. Im Jahre 1928 erfolgt der Umbau in ein Wohn- und Geschäftshaus mit gleichzeitigem Anbau eines größeren Ladens. |      |
| Dreslers Park Hagener Straße 22 – 30                                  | Die Anlage „Dreslers Park“ ist als komplett erhaltenes Gesamtkunstwerk, bestehend aus der verschiedenen Baukörpern (erbaut zwischen 1860 und 1907) und der Parkanlage anzusehen. Die Anlage veranschaulicht in einem Beispiel exemplarisch den Übergang von der „einfacheren“ historischen Villa mit Park zu der „luxuriöseren“ jüngeren Villa mit neubarocker Parterregestaltung innerhalb der landschaftlichen Parkanlage. |      |
| Fassade des Kronprinz-Friedrich-Wilhelm-Erbstollen (Marburger Straße) | Fassade des Stollens aus Bruchsteinen, Aufschrift „Kronprinz Friedrich Wilhelm Erbstolln“, mit preußischem Adler und der Jahreszahl 1825. Der Revierstollen wurde in den Jahren 1825 bis 1878 erbaut und stellt eine untertägige Verbindung zwischen Ernsdorf (Kreuztal) und Müsen her. Auf einer Länge von gut 4.000 m führt er 2.860 m fast geradeaus zur Grube Kuhlenberg und von dort nach 1.200 m zum Stahlberger Gang. Durch den anschließenden Stahlberger Erbstollen entstand damit eine 5.145 m lange untertägige Verbindung. Durch den Bau sollten die Gruben der Martinshardt, in erster Linie aber der Müsener Stahlberg entwässert werden. Nach langen Planungen wurde der Stollen erst nachdem das Siegerland 1815 preußisch geworden war, verwirklicht. Aus diesem Grund wurde der Stollen nach dem preußischen Kronprinzen Friedrich Wilhelm benannt. Nachdem im Jahre 1931 in Müsen die letzte Schicht verfahren wurde, wurde der Stollen nur noch zur Wasserversorgung der Gemeinde Kreuztal benutzt. Im Zweiten Weltkrieg bot er der Bevölkerung Schutz vor Luftangriffen. |      |
| Wohnhaus Marburger Straße 39                                          | Ein zweigeschossiges, traufenständiges Fachwerkhaus mit kunstschiefergedecktem Krüppelwalmdach auf hohem, verputztem Kellergeschoss aus dem Jahre 1910. Die östliche Giebel- und südliche Traufseite sind mit sichtbaren, dekorativen Fachwerkkonstruktionen versehen. Typisch für die Jahrhundertwende sind schlanke Hölzer, hohe Geschosshöhen, straßenseitig auffällige Gliederung durch Kopf- und Winkelhölzer, rechtsseitiger Risalit dreigeschossig, rechter Giebel mit springenden Riegeln, sichtbare Balkenköpfe zwischen Schwelle und Rähm sowie zurückgesetzte Hauseingangstür. |      |
| Stollenhaus Marburger Straße 58                                       | Kleines Fachwerkhaus, gegenüber dem Kronprinz-Friedrich-Wilhelm-Erbstollen, erbaut um 1865. In diesem Stollenhäuschen, auch Bethaus genannt, versammelten sich die Bergleute vor Beginn ihrer Schicht. Es diente auch zu Lagerzwecken. Von 1990 bis 1991 wurde das traditionsreiche Fachwerkhaus umfangreich renoviert. |      |
| ehemaliger Gasthof Marburger Straße 81                                | Das Gebäude „Peter Ernst“ zählt zu den ältesten Häusern Ernsdorfs. Bereits in Ploennies' Karte von 1720 und in dem Urkataster von 1834 ist das Haus „Häusers“ (Haus Nr. 1) aufgeführt, das sich nachweislich seit über 300 Jahren in Familienbesitz befand. Vor ca. 150 Jahren gehörte zu diesem Anwesen, in dem im Laufe der Zeit neben der ständig vorhandenen Gaststätte eine Brauerei, eine Bäckerei, eine Kohlenhandlung und ein Fuhrgeschäft betrieben wurden, der größte Grundbesitz Ernsdorf. |      |
| Wohnhaus Moltkestraße 8                                               | Ein zweigeschossiges, verputztes Wohnhaus unter einem Vollwalmdach mit einem seitlichen Erker über einer Dachgaube zur Straßenseite. Zu dem Objekt gehören eine Begrenzungsmauer mit Gittern, ein Einfahrtstor und ein Eingangstor an der Moltkestraße. Das Gebäude wurde im Jahre 1931 nach den Entwürfen des Architekten Karl Meckel aus Ferndorf errichtet. |      |
| ehemaliges Schulgebäude Roonstraße 19                                 | Die 1913–1914 erbaute ehemalige evangelische Volksschule Kreuztal. Aufgrund der damaligen industriellen Entwicklung und der damit verbundenen steigenden Bevölkerungszahlen wurde sie als Ergänzungs- und Ersatzschule zur Entlastung der in unmittelbarer Nachbarschaft stehenden „Roten Schule“ errichtet und diente bis 1980 verschiedenen Schulformen. Nach erfolgtem inneren Umbau befinden sich dort seit 1982 städtische Verwaltungsbüros sowie Räume für die politischen Fraktionen. |      |
| Wohnhaus Roonstraße 22                                                | Ein ehemals als Wohn- und Geschäftshaus errichtetes Gebäude. Das dreigeschossige, massive Klinkergebäude mit kunstschiefergedecktem „Berliner Dach“ wurde im Jahre 1902 errichtet. An der Südwest-Seite befindet sich ein zurückgesetzter verputzter Anbau mit dem Treppenhaus. Der zum ehemaligen Ladenlokal führende Mitteleingang (Nordost-Seite) wurde zugemauert und die Schaufenster wurden unter Beachtung der übrigen Fensteraufteilung mit neuzeitlichen Kunststofffenstern ersetzt. Die übrigen Fenster sind unverändert (sechsflügelig, sechsgeteilt mit profiliertem Kämpfer). Die innere Raumteilung und große Teile der baufesten Ausstattung (Treppen, Türe, Böden u. a.) sind bis heute weitgehend unverändert erhalten geblieben. |      |
| Geschäftshaus Siegener Straße 2                                       | Ein stattliches traufständiges, zweieinhalbgeschossiges Fachwerkgebäude (riegelloses Fachwerk mit flachem blechgedecktem Satteldach, erbaut ca. 1855). Zunächst befand sich in dem Gebäude eine Gastwirtschaft mit Postexpedition und später nur noch Gastwirtschaft und Wohnhaus. Es befindet sich in exponierter Lage an der alten Kreuzung, die Kreuztal den Namen gab. |      |
| Wohnhaus Zum Ameisenberg 16                                           | Kleines Fachwerkwohnhaus. Gefüge aus Stielen mit spärlichen Streben und Riegeln. Unter dem Satteldach ein niedriger Kniestock. Erbaut Ende des 18. Jahrhunderts. Im Urkataster von 1834 ist das Haus „Kolwe“ mit der Hausnummer 22 enthalten. Grund und Boden gehörten 1729 dem Kloster Drolshagen. Lage an der Straßengabel Zum Ameisenberg / Lohstraße. |      |
| Altes Feuerwehrhaus Zum Leyberg 2                                     | Das massive Bauwerk wurde im Jahre 1910 errichtet. Das Außenmauerwerk besteht aus Ziegeln. Ebenso sind tragende Wände aus Ziegelstein errichtet. Die Türme und Giebel des Gebäudes weisen eine Fachwerkkonstruktion auf. Dachkonstruktion als Satteldach bzw. Krüppelwalmdach. Mit seinen roten Ziegeln, dem Fachwerk, den zahlreichen Rundbögen, Erkern und Spitzdächern spiegelt das Alte Feuerwehrgerätehaus die typische Architektur der Zeit um 1900 wieder. Das Gebäude dient heute als Kultur- und Kommunikationszentrum. |      |

## Krombach
| Bezeichnung                                | Beschreibung | Foto |
| ------------------------------------------ | --- | ---- |
| Crombacher Backes                          | Es handelt sich um ein traufständiges, massives Gebäude aus Bruchsteinmauerwerk mit Satteldach, die Dachdeckung in Betonsteinen, aus dem Jahre 1850. Das Haus zeigt einen Giebel mit schlankem Fachwerk, in dem sich eine Ladeluke befindet. Es befindet sich im historischen Ortskern von Krombach, unmittelbar an der alten Hagen-Siegener-Straße, die eine von fünf Hauptstraßen in der Provinz Westfalen war und sich von Altenhagen über Breckerfeld-Halver-Kierspe-Meinerzhagen-Drolshagen-Olpe-Krombach-Siegen-Wilnsdorf bis zur Nassauischen Grenze hinzog. In unmittelbarer Nähe, gegenüber der Hauptstraße, befindet sich der historische und ebenfalls in die Denkmalliste eingetragene Gasthof Hotel Hambloch. Der Backes wurde im Jahre 1979 renoviert und wird seitdem in unregelmäßigen Abständen benutzt.                                                                |      |
| Wohnhaus Auf dem Stück 1                   | Eine verschieferte Fachwerkdoppelhaushälfte, vermutlich aus dem 18. Jahrhundert. Das Dachgeschoss ist ausgebaut, die Belichtung erfolgt über den Giebel. Die Erschließung erfolgt über die Giebelfassade. Die Konstruktion des Inneren ist weitestgehend unverändert. Im Inneren befinden sich noch farbige Fliesen aus der Zeit der Jahrhundertwende. Das Gebäude befindet sich an exponierter Lage im historischen Ortskern von Krombach. |      |
| Wohn- und Gasthaus Hagener Straße 230      | Ein traufständiges zweigeschossiges Fachwerkhaus mit Satteldach, dass mit Betonstein gedeckt ist und auf einem hangausgleichenden verputzten Sockel steht. Der linke und der rechte Giebel sind kunstschieferverkleidet. Drempel und Zwerchhaus wurden möglicherweise später hinzugefügt. Die Fenster sind überwiegend unter Beachtung des Fachwerkgefüges verändert. Die Hauseingangstür ist mit Seitenfenstern ausgestattet. Das Gebäude ist im Urkataster von 1835 eingetragen, mag aber wohl nach dem Erlass der Bauordnung von 1790 errichtet worden sein. Die Konstruktion in riegellosem Fachwerk und die einfach verstrebten wandhohen Putzstile weisen darauf hin. |      |
| Wohn- und Bürohaus Hagener Straße 275      | Das Gebäude wurde Anfang des 19. Jahrhunderts wahrscheinlich von Johann Friedrich Schreiber erbaut. Dieser ist im Urkataster von 1835 als Besitzer angegeben. Johann Friedrich Schreiber war im Amt Ferndorf eine bedeutende Persönlichkeit. Von 1840 bis 1856 war er Bürgermeister und von 1856 bis 1858 war er Amtmann im Amt Ferndorf mit Sitz in Krombach. Daneben hatte er in seinem Haus in Krombach ein Lebensmittelgeschäft und die Posthalterei inne. |      |
| Wohnhaus Hagener Straße 282                | Es handelt sich um ein verschiefertes Fachwerkhaus mit Satteldach. Es wurde um das Jahr 1840 erbaut und durch Umbau im Jahre 1860 erweitert. Die Fenster sind wenig verändert, während die Haustüre mit Flügelfenstern neu ist. |      |
| Geschäfts- und Gasthaus Hagener Straße 286 | Das neunachsige, verputzte Gebäude besitzt eine repräsentative Mittelachse, die durch einen Haupteingang, eine über halbrundem Grundriss errichtete Treppenanlage sowie durch einen Dreiecksgiebel mit halbrunden Fächerfenstern ausgebildet ist. Ansonsten weist die neoklassizistische Fassade keine ornamentalen Verzierungen auf, gegliedert wird sie durch die Einfassung des Haupteingangs, die Putzgewände der Fenster sowie durch das Dachgesims. Seit 2004 enthält das Haus eine Gaststätte und ein Restaurant. |      |
| Wohnhaus Hagener Straße 288                | Zweigeschossiges Fachwerkhaus aus dem 18. Jahrhundert. Im 19. Jahrhundert sind das Erdgeschoss und die Flächen am rückwärtigen Giebel mit einer waagerechten Holzschalung verkleidet worden. Es gehört zum historischen Ortskern von Krombach. |      |
| Wohnhaus Hagener Straße 328                | Das 1877 errichtete und 1914 entscheidend erweiterte Objekt liegt an der Bundesstraße 517 außerhalb der eigentlichen Bebauung der Ortslage Krombach. Es handelt sich um einen stattlichen, zweigeschossigen und vielgestaltigen Baukörper unter einem mit Schiefer gedecktem Dach. Der von der Straße rechte Gebäudeteil wurde vermutlich 1877 aus Fachwerk errichtet, zeigt kleingeteilte Fenster in unterschiedlichen Formen sowie eine Hauseingangstür der Bauzeit mit dem Freimaurerzeichen. |      |
| Wohnhaus Kirchweg 7                        | Eine ehemalige Kutscherremise aus dem 19. Jahrhundert. Sie gehörte früher zu der auf der anderen Straßenseite befindlichen Gerberei. Den Kutschern mit ihren Gespannen diente dieses Gebäude als Unterkunft. Es ist ein breiter eingeschossiger massiver Putzbau mit schiefergedecktem Satteldach auf Drempelgeschoss mit einem profilierten Hauptgesims. Die Gliederung der Fassade ist durch flache Nischen in Achsen der Fenster gekennzeichnet. |      |
| Wohn- und Kontorhaus Kirchweg 12           | Das zweigeschossige Haus mit Satteldach weist im Inneren ein relativ großzügiges Treppenhaus und Türen aus der Zeit um 1900 auf, auch eine Aufdrempelung zeigt im Obergeschoss, dass um diese Zeit das Gebäude stärker umgebaut worden ist. Am historischen Dachstuhl im Dach und an der Gesamterscheinung des Gebäudes zeigt sich aber auch, dass die ursprüngliche Bausubstanz im Haus erhalten ist. Auf den Plänen des Urkatasters von 1835 ist das Gebäude bereits eingezeichnet, weist also ein beträchtliches Alter auf. Das Gebäude liegt direkt am Haupteingang zum Kirchhof der denkmalgeschützten Kirche. Es ist Bestandteil eines umfangreichen historischen Ortskerns, der sich um die ev. Kirche herum erhalten hat. |      |
| Evangelische Kirche Krombach               | Ev. ref. Pfarrkirche, ehemals St. Ludgerus. Der romanische Stil deutet auf die Zeit vor 1200 hin. Über dem Hauptportal eingemeißelte Zahl 1118. Einfacher spätromanischer Hallenbau mit kräftigem Westturm. Langhaus von 2 ½ Jochen, der Hauptchor ist einjochig mit halbrunder Apsis, in den gerade schließenden Seitenschiffen befinden sich halbrunde Nischen. Schwere Viereckpfeiler mit drei Halbsäulenvorlagen, im Mittelschiff kuppelige Gradgewölbe zwischen spitzbogigen Gurten. Im westlichen Halbjoch und in den Seitenschiffen sind einhüftige Gewölbe, die letzteren über runden Gurtböden. Rundbogenfenster, Chor mit reicherer Wandgliederung und zierlichen eingestellten Säulchen als Gewölbeauflage. Südportal mit Kleeblattbogen. In der Turmhalle eingebaute Reste eines spätgotischen Sakramentshäuschen. Altar aus 1781, im Jahre 1764 wurde die Kanzel errichtet. |      |
| Gasthaus Olper Straße 2                    | Das Objekt Hotel/Gasthof „Hambloch“ ist eines der herausragenden und bedeutenden historischen Gebäude in Kreuztal. Mit diesem Gebäude wird das Leben und Wohnen der Krombacher bis ins 17. Jahrhundert aufgezeigt. Für die Erhaltung und Nutzung sprechen auch volkstümliche Gründe, weil das Gebäude die Ansprüche an das Wohnen und Beherbergen in Krombach belegt. Bereits vor rund 500 Jahren gründete Pastor Hambloch eine Herberge an der Olper Straße. |      |
| Wohnhaus Pastor-Stein-Straße 8             | Das traufständige zweigeschossige Fachwerkhaus zählt im Kern zum ältesten, nach dem großen Brand von 1880 noch verbliebenen Baubestand in Krombach. Im Urkataster von 1835 ist das Gebäude bereits enthalten. Auf der Vorderseite des Hauses befindet sich eine dekorative Holzverkleidung, eine Putzfassade vortäuschend. Am rechten Giebel befindet sich ein zurückgesetzter zweigeschossiger Fachwerkanbau mit Satteldach. Vorderseitig außermittig und in Achse des Hauseingangs befindet sich ein Zwerchhaus mit Ladeluke, das Hauptgesims durchbrechend. |      |
| Wohnanlage Wildenburger Straße 7/9         | Gebäude der ehemaligen Arbeitersiedlung „Zur Silberhütte“ in Kredenbach, die im Jahre 1986 mit dem Ziel des späteren Wiederaufbaus an anderer Stelle abgebrochen wurde. Bei dem Wiederaufbau in typischer Siegerländer Fachwerkbauweise wurden zum größten Teil die Hölzer des alten Fachwerks verwandt. Das Baujahr dieser Häuser lag in den Jahren 1720 bis 1730. |      |

## Littfeld
| Bezeichnung                                     | Beschreibung | Foto |
| ----------------------------------------------- | --- | ---- |
| Wohnhaus Altenberger Straße 19 – 21             | Ein stattliches Doppelwohnhaus des 18. Jahrhunderts in typischer Fachwerkkonstruktion, das in früheren Jahren von reichen Littfelder Bürgern mit großem Grundbesitz bewohnt wurde. Als besonderes Merkmal der großzügigen Baugestaltung bietet sich die Doppelanlage des Hauses mit symmetrisch angeordneten Eingängen. Die historischen Haustüren sind reichlich und kunstvoll geschnitzt. |      |
| Wohnhaus Altenberger Straße 36                  | Bei diesem Gebäude, im Volksmund als „Justes Haus“ bezeichnet, handelt es sich um ein zweigeschossiges typisches Siegerländer Ernhaus aus riegellosem Fachwerk mit Wirtschaftsteil, erbaut um 1880. Die Konstruktion ist offenbar noch vollständig vorhanden. Um 1880 wurde der rechte Teil in Zierfachwerk durch einen großen hohen Flügel mit Geschäftslokal im Erdgeschoss umgestaltet, und anschließend in den 1920ern wurde der Traufseite eine galerieartige zweigeschossige „Kübbung“ und ein Vorbau auf der linken Seite vorgesetzt. Der Bau verdeutlicht den historischen Nutzungswandel vom Bauernhaus über die Schusterwerkstatt zum Textilwarenhaus. |      |
| Wohnhaus Grubenstraße 9                         | Ein zweigeschossiges traufenständiges Fachwerkhaus mit ziegelgedecktem Satteldach aus der ersten Hälfte des 19. Jh. Das Haus ist im Urkataster von 1835 enthalten. Auf der Vorderseite des Hauses befindet sich ein Zwerchhaus mit kleingeteiltem Fachwerk und einer Ladeluke. Die auf der Traufseite befindliche zweiflügelige Vierfüllungstür, deren obere Füllungen verglast und vergittert sind, stammt aus der Zeit der Jahrhundertwende. Das Gebäude zählt zum ältesten Baubestand in Littfeld und ist eines der am wenigsten innen und außen veränderten Häuser. |      |
| Wohnhaus Grubenstraße 21                        | Das nach dem Erbauer Friedrich Flender benannte „Flännersch Haus“ stammt aus dem Jahre 1894. Bei dem Hauskern handelt es sich um ein typisches Siegerländer Ernhaus aus riegellosem Sparfachwerk. Das traufseitig erschlossene Gebäude ist mit einem aus Betonziegel gedecktem Satteldach mit Zwerchhaus versehen. Die Fenster sind überwiegend unter Beachtung des Fachwerkgefüges verändert. Das Gebäude ist teilunterkellert, versehen mit einer typisch preußischen Kappendecke. |      |
| Wohnhaus Grubenstraße 40                        | Das im Volksmund als „Mertens Haus“ benannte ehemalige Bergmannshaus aus dem Jahre 1877. Es ist ein eingeschossiges, dreiachsiges Fachwerkhaus mit Drempel mit mittigem Dachhaus in der straßenseitigen Traufe. Im Erdgeschoss befindet sich ein fachwerkener, verbretterter Windfang mit großen, kleinteilig gesprossten Fenstern zwischen den Ständern aus der Zeit um den Ersten Weltkrieg. Auf dem hangausgleichenden verputzten Sockel ist eine riegellose Fachwerkkonstruktion mit diagonalen Eckverstrebungen und Andreaskreuzen in den seitlichen Drempelgefachen. |      |
| Wohnhaus Johann-Heinrich-Jung-Straße 1          | Das Wohnhaus ist neben ortsgeschichtlichen Gründen für den Dorfkern von Littfeld und städtebaulichen Gründen als wichtiger Auftakt des historischen Ortskerns aus volkskundlichen und baugeschichtlichen Gründen besonders bemerkenswert, da es ein ungewöhnlich gut erhaltenes Haus des 18. Jahrhunderts in der Siegerländer Fachwerkbauweise ist. So befindet sich nur sehr selten z. B. ein ähnlich gut erhaltener Ern in einem vergleichbaren Haus. Die wesentlichen Raumstrukturen sind ebenfalls gut bewahrt. |      |
| Wohnhaus Johann-Heinrich-Jung-Straße 8          | Es handelt sich um ein zweigeschossiges Fachwerkgebäude, welches lt. Inschrift am Zwerchhaus 1764 errichtet wurde. Die Straßen- und die Giebelfront sind mit schwarz-weißem Fachwerk versehen, die Schlagleiste ist mit Blech und der Giebel verschiefert. Das Haus wurde von Johann Heinrich Jung, einem Onkel Jung-Stillings, errichtet. In früherer Zeit wurde das Haus auch als Schule und Arztpraxis genutzt. |      |
| Doppelwohnhaus Meisterstraße 2/4                | Ein Doppelwohnhaus, im Volksmund als „Böches Haus“ bezeichnet. Es ist ein zweigeschossiges, traufständiges ehemaliges Bauernhaus mit Satteldach auf verputztem Sockel. Es ist bis auf geringe Ergänzungen am Außenbau und unmerklichen Veränderungen des Inneren vollständig als typisches frühes (1716 errichtetes) Siegerländer Ernhaus erhalten. |      |
| Wohnhaus Zum Burberg 7                          | Bei dem Wohnhaus handelt es sich um ein dekoratives, zweigeschossiges, traufenständiges Fachwerkhaus aus dem Jahre 1768. Im Urkataster von 1835 ist das stattliche traufenständige, zweigeschossige Fachwerkhaus mit ziegelgedecktem Satteldach bereits enthalten. Es ist traufseitig erschlossen, mit Mitteleingang und darüber angebrachtem Zwerchhaus. Die reich gestaltete Fachwerkkonstruktion weist reichliche Riegel- und Strebkonstruktionen mit „Mann-Figuren“ mit Hals- und Brustriegeln auf, wie sie im Siegerland bis in das 18. Jahrhundert üblich war. Von der Waschküche aus führt eine steile Steintreppe nach unten in einen kleinen Keller mit einem Brunnen. An der südlichen Giebelseite befindet sich ein angebauter Schuppen mit Fachwerkwand und ziegelgedecktem Schleppdach. Im Volksmund wird das Haus als “Krämersch Haus”, ableitend von den seit 1864 dort wohnenden Familien Krämer, bezeichnet. |      |
| Alte Schmiede Zum Burberg 7                     | Bei dem auf der gegenüberliegenden Straßenseite des Wohnhauses Zum Burberg 7 befindlichem eingeschossigen Nebengebäude mit ziegelgedecktem Satteldach handelt es sich um eine ehemalige Schmiede. Die Gefache der Seitenwände sind mit Ziegelsteinen ausgemauert. Im Inneren befindet sich noch ein fast im Originalzustand erhaltener Schmiedeofen. |      |
| Kindelsbergturm mit Kaiserlinde und Einfriedung | Der jugendstilhafte 1905–1907 aus Bruchsteinen errichtete Kindelsbergturm besteht aus einem Turmschaft mit vier Strebepfeilern, deren Zwischenräume ehemals mit Lauben unter Pultdächern besetzt waren. Diese Lauben sind heute massiv geschlossen. Der Turm wird im Schaftprofil durch einen rundum verglasten Aussichtsraum und eine Laterne mit vorliegender, den Schaft nicht übertragender Aussichtsplattform, abgeschlossen. 1896 beabsichtigte der Sauerländische Gebirgsverein auf dem Kindelsberg, inmitten der historischen Wallburg, einen Aussichtsturm zu errichten. Er wurde zum Wahrzeichen des Siegerlandes und der Stadt Kreuztal, ein echter Identifikationspunkt und mit seiner unverwechselbaren Silhouette Markenzeichen einer Landschaft und der Krombacher Brauerei. |      |

## Mittelhees
| Bezeichnung                                   | Beschreibung | Foto |
| --------------------------------------------- | --- | ---- |
| Backhaus Heesstraße                           | Kleines Fachwerkhaus unter Satteldach, Konstruktion mit Streben und Stielen, keine Riegel. Im hinteren Teil ein gemauerter Ofen mit Schornstein. Lage zwischen mehreren Fischteichen. Bauzeit 18. Jahrhundert. |      |
| Wohnhaus Heesstraße 303                       | Zweigeschossiges Wohnhaus, Obergeschoss und Giebelschild verschiefert. Lage auf Hofplatz an einer leichten Straßenkrümmung, erbaut 1760. Im Erdgeschoss eine originale Stubenwand, die für das Siegerland Seltenheitswert hat. |      |
| Wohnhaus Heesstraße 305                       | Haus aus zwei Bauperioden. Hinterer Teil des Erdgeschosses massiv, Obergeschoss altertümliche Fachwerkkonstruktion. Eingangsseite symmetrisch. 1751 datierte Inschrift. Eingang mit Flügelfenstern, darüber ein Zwerchhaus. Vorne über dem massiven höheren Erdgeschoss jüngeres Fachwerk. Einheitlicher Kniestock unter Satteldach. Dieses und das Vorderhaus wohl aus der 2. Hälfte 19. Jahrhundert. |      |
| Hof Berghaus und Backhaus                     | Bei dem „Hof Berghaus“ handelt es sich um einen über drei Jahrhunderte alten Bauernhof. Hervorgegangen aus dem Krausenhof bzw. später Rainhof wurde er im Jahre 1526 erstmals erwähnt. Durch Zerstörung im Dreißigjährigen Krieg wurde er im Jahre 1688 neu aufgebaut. Ende des 17. bis Anfang des 18. Jahrhunderts war das Gehöft ein Lehngut des Freiherrn von Syberg.                               |      |
| Backhaus Hof Wurmbach                         | Ein typisches Siegerländer riegelloses Fachwerkgebäude unter blechgedecktem Satteldach, erbaut 1859. Es zählt zu dem erstmals bereits im Jahre 1417 erwähnten „Hof Wurmbach“. |      |
| Wohn- und Wirtschaftsgebäude Hof Wurmbach 16a | Der Hof Wurmbach gehört als gräfliches Lehn, als Junkerngut und als preußische Domäne zu den ältesten urkundlich nachweisbaren Ansiedlungen im Gemeindegebiet. Mit dem Hof Wurmbach hat im oberen Heestal die Besiedlung begonnen. Urkundlich erstmals erwähnt wird er 1417. |      |

## Osthelden
| Bezeichnung                    | Beschreibung | Foto |
| ------------------------------ | --- | ---- |
| Wohnhaus Ostheldener Straße 57 | Das im Volksmund als „Schmedts Huss“ bezeichnete Fachwerkgebäude unmittelbar an der ca. 1855 fertiggestellten „Hees-Wiel-Straße“, heute L 714. Es ist ein zweigeschossiges, zur Straße hin traufenständiges, dreiachsiges Wohnhaus, welches auf einem hangausgleichenden verputzten Sockel steht, mit rückwärtigem älteren Anbau, ebenfalls zweigeschossig mit Ziegel gedecktem Dach im rechten Winkel zu dem des Vorderhauses mit niedriger Firsthöhe und einem Zwerchhaus. |      |

## Sonstige Baudenkmäler
| Bezeichnung                       | Beschreibung | Foto |
| --------------------------------- | --- | ---- |
| Grenzsteine auf dem Kölschen Heck | Es handelt sich um die Grenzsteine Q, R, S, T, V, W, X, Z, AA, CC und DD. Die Steine, die die Grenze zwischen Nassau und Kurköln kenntlich machten, zeigen auf zwei entgegengesetzten Seiten die Aufschriften „NASSAW“ und „COLLEN“. Die gesamte Grenze, beginnend vom Kreis Wittgenstein bis zum heutigen Landkreis Altenkirchen (Westerwald), wurde mit Grenzsteinen markiert, die mit Buchstaben gekennzeichnet sind. Im Mai 1690 erfolgte eine feierliche Grenzsteinsetzung. |      |
| 3 Trigonometrische Punkte         | Trigonometrische Punkte gehören allgemein zu einem Netz von Festpunkten mittels derer ein größerer Teil der Erdoberfläche, z. B. ein Land vermessen wird. Das Festpunktfeld besteht aus einer großen Anzahl von Boden- und Hochpunkten. Die Bodenpunkte werden durch Steinpfeiler vermarkt. Eine darunterliegende Platte dient als Sicherung. Die Hochpunkte sind beispielsweise Kirchturmspitzen oder Fahnenstangen auf Aussichtstürmen.                                        |      |

## Bodendenkmäler
Nach der nordrhein-westfälischen Denkmallisten-Verordnung vom 6. März 1981 sind die Denkmäler in einer Liste zu führen und fortlaufend zu nummerieren. Die Zahlen vor dem Denkmal entsprechen der tatsächlichen Nummerierung in der Denkmalliste.
1. Siegener Hecke mit Krombacher Schlag: Die Wall- und Grabenanlagen des „Krombacher Schlages“ sind Bestandteil der „Siegener Landhecken“. Landhecken waren reine Schutzanlagen. Die Grafschaft Nassau-Siegen errichtete im 15. Jahrhundert eine umfangreiche Grenzsicherungsanlage gegenüber dem kurkölnischen Herzogtum Westfalen. Diese Grenzsicherungsanlage bestand aus einem undurchdringlichen Waldstreifen, der sogenannten Landhecke, die an besonders gefährdeten Punkten durch Wälle und Gräben gesichert wurde. Die Durchgänge durch die Landwehr hießen Schläge, ein Wort, welches Schlagbaum bedeutet, aber bald auf die Durchgänge übertragen wurde. Ende des 16. Jahrhunderts hat es einen umfangreichen Aus- und Neubau dieser Anlagen gegeben, der mit den niederländischen Befreiungskriegen in Zusammenhang zu bringen ist. Die Siegener Landhecke ist für die territoriale Entwicklung Kreuztals und die Abgrenzung gegenüber dem kurkölnischen Sauerland von großer Bedeutung gewesen.
2. Wallburg Kindelsberg: Reste einer vorgeschichtlichen Wallburg, die als Fluchtburg gedient hat. Nach Lage und Habitus gliedert sie sich in ein System von Wallburgen ein, das als planmäßig angelegter Festungsgürtel das erzreiche Gebiet umschloss, welches man als Siegerland im weiteren Sinne bezeichnet. Der Wallumfang ist circa 270 Meter im Oval. Die Wallanlage hat eine Länge von 120 Metern und eine maximale Breite von 60 Metern.
3. Bergbauwüstung Altenberg: Das Bodendenkmal „Bergbauwüstung Altenberg“ besteht aus im Gelände noch erkennbaren Überresten des mittelalterlichen und frühneuzeitlichen Bergbaus. Erkennbar sind unter anderem ergrabene und nicht ergrabene Kellergrundrisse, der Grundriss eines Turmes und mehrerer Schächte, von denen einige ergraben wurden, die zu Erzabbau benutzt wurden. Daneben sind Pingenzüge und Berghalden noch vorhanden. Im südlichen Teil der zu schützenden Fläche liegen Luftlöcher von darunter durchziehenden Stollensystemen. Untersuchungen über das Alter des Bergbaues und der Siedlung auf dem Altenberg haben Belege für die Jahre 1209, 1212, 1235 und 1244 erbracht. Bei den von Süden kommenden Stollen mit den Licht- und Luftlöchern handelt es sich um jüngere Anlagen. Der älteste, von Müsen kommende Stollen wird 1571 erstmals genannt. Der Bergbau auf dem Altenberg dokumentiert einen über den Müsener Raum hinaus wichtigen Wirtschaftszweig, der für die Geschichte bis ins 20. Jahrhundert hinein von großer Bedeutung gewesen  ist.
4. „Unteres Haus“, Schloss Junkernhees: Beim „Unteren Haus“ handelt es sich um die ältere Burganlage am Standort Junkernhees, die spätestens 1372 vorhanden war. In diesem Jahr werden das Haus und der Graben anlässlich einer Belehnung durch den Grafen von Nassau erwähnt. Aus späteren Kartendarstellungen ist ersichtlich, dass die Anlage aus dem Burghaus, einen viereckigen Hofraum, dem Garten und der Gräfte bestand. Mit der Zusammenlegung der beiden Häuser im Jahr 1779 verlor das „Untere Haus“ an Bedeutung. Der danach einsetzende Zerfall führte letztendlich zur Aufgabe des „Unteren Hauses“. Das Schloss Junkernhees hatte – neben wirtschaftlichen und militärischen Aspekten – großen Einfluss auf die Herausbildung des Siegener Territoriums.
5. Reststück „Siegener Hecke“: Das Reststück der „Siegener Hecke“ diente als Landwehr zur Verteidigung der Siegener Ländereien. Die Wallanlagen, die das Land abgrenzten, wurden durch eine auf dem Wall angepflanzte Hecke verstärkt und verlaufen in ungefährer Anlehnung an die Territorialgrenzen. Die „Siegener Hecke“ ist in der Zeit vom 14. bis in das 17. Jahrhundert durchgehend genutzt, erneuert und erhalten worden.
6. Hohlwege des „Alten Siegener Weges“: Bei den Hohlwegen des „Siegener Weges“ handelt es sich um mehrere nebeneinander liegende und unterschiedlich tiefe Hohlwege, die im Gelände noch deutlich zu erkennen sind. Sie erstrecken sich vom Hof Kindelsberg bis zur Eisenbahnlinie Hagen–Frankfurt in Littfeld, wo die Anschüttung des Bahndammes zu starken Veränderungen geführt hat. Der „Alte Siegener Weg“ war Teil eines Fernweges, der von Frankfurt über Siegen nach Arnsberg führte und in historischen Karten schon im Jahr 1806 nachgewiesen wird. Straßen dieser Art sind bis zum ausgehenden 19. Jahrhundert eine wichtige Verbindung zur Außenwelt.
7. Stollen- und Schachtanlage „Edle Rose“: Bei dem ortsfesten Bodendenkmal „Edle Rose“ mit dem Oberen und dem Tiefen Stollen handelt es sich um Bergbaurelikte der Vorzeit. Erste Spuren von Bergbau im Mittelgebirge Westfalen stammen bereits aus den Jahrhunderten vor Christi Geburt, der Latènezeit. Er stellt sich in Form von Pingen (Tagebau), Schächten und Stollen dar. In der Grube „Edle Rose“ versuchte man, Kupfererze zu gewinnen. Von der oberen Stollensohle wurde ein bis zu 12 Meter tiefes Gesenk im 19. Jahrhundert abgebaut und zum Durchschlag mit dem darunter liegenden Tiefen Stollen gebracht. Bei dem letzteren muss es sich nach Darstellung aus dem Ende des 19. Jahrhunderts um älteren Bergbau handeln, der von den „Alten herangetrieben“ worden sei, der aber bis heute noch keine genauere Datierung erfahren hat.
8. Hohlwege zum „Welschen Ennester-Schlag“: Die vorhandenen und erkennbaren Hohlweg-Reste sind unterschiedlich tief und im Gelände doch deutlich zu erkennen. Der in der Deutschen Grundkarte gekennzeichnete untere Teilbereich ist etwa 700 Meter und der obere etwa 350 Meter lang. Sie dienten ursprünglich als Zuwegung zu einer grenzbefestigten Wall- und Grabenanlage, dem „Welschen Ennester-Schlag“, der auf dem Gemeindegebiet Kirchhundem liegend. Sie sind Teile des „Alten Siegener Weges“ (siehe oben). Gleichzeitig stellen sie die Überreste einer ehemaligen Straßenverbindung dar, die bis wenigstens 1840 zwischen Krombach und Welschen Ennest bzw. Rahrbach bestanden hat.
9. Burgstelle und Gräftenreste der Burg Holdinghausen: Bei diesem Bodendenkmal handelt es sich um den Standort des eigentlichen Burghauses, von dem sich in der Erde noch Reste befinden, sowie um eine zum Fischteich umgestaltete Gräfte im Norden und um die Außenböschung der verfüllten Gräfte im Osten. Auf den beiden verbleibenden Gräften im Süden und Westen sind äußerlich keine Spuren mehr vorhanden, doch befinden sich auch hier ursprüngliche Gräfte. Holdinghausen war ein Besitz des Klosters Deuz, nach dem sich seit dem Ende des 13. Jahrhunderts eine Familie gleichen Namens nennt. 1318 belehnte das Kloster Deuz mehrere Mitglieder dieser Familie mit dem Besitz, so dass angenommen werden darf, dass die Burg kurz nach diesem Zeitpunkt entstanden ist. Anlässlich eines nicht zustande gekommenen Ankaufs durch das Fürstenhaus Siegen-Nassau um das Jahr 1700 ist das Burghaus als verfallen liegend in einer Gräfte erwähnt.
10. Hohlwegrest in Dreslers Park: Bei dem Hohlwegrest in Dreslers Park handelt es sich um das Reststück einer mittelalterlichen bis frühneuzeitlichen Fernstraße, die, von Arnsberg kommend über Welschen Ennest und Littfeld nach Siegen und weiter nach Frankfurt geführt hat. Sie charakterisiert das Straßenwesen vor Beginn des Kunststraßenbaues (ab Ende des 18. Jahrhunderts) und zeichnet sich durch die mit dem damaligen Straßenverkehr verbundene starke Bodenerosion aus, die sich heute als starke Vertiefung im anstehenden Boden darstellt. Die Straße taucht Anfang des 18. Jahrhunderts auf historischen Karten auf und ist im Urmesstischblatt von 1840 an der heutigen Stelle noch verzeichnet. Sie kann als Vorläufer der B 54 angesehen werden.
11. Reste der Gruben „Eleonore“ und „Reinhold“, Gemarkung Littfeld: Mit Hilfe der Gruben „Eleonore“ und „Reinhold“ wurde Kupfer, Blei und Zink gewonnen. Die mittelalterlichen und frühneuzeitlichen Bergbaurelikte sind Überreste des seit der Latènezeit existierenden Siegerländer Bergbaues, der in allen Perioden von großer wirtschaftlicher Bedeutung war. Er begann mit Oberflächenschürfen, die an der Stelle von austretenden Erzgängen angelegt wurden. Die Stollen und Schächte gehören dagegen erst der frühen Neuzeit an und wurden insbesondere im 18. und 19. Jahrhundert angelegt.
12. Schlag am Heerweg: Der „Schlag am Heerweg“ war für die Geschichte des gesamten Siegener Raumes von Bedeutung. Die Siegener Hecke (siehe oben), wie die äußere Landwehr auch genannt wird, und als ein Bestandteil von ihr auch der Schlag am Heerweg, haben über Jahrhunderte die Außengrenze der Herrschaft Nassau-Siegen geprägt. Bis zur Übernahme sowohl von Nassau-Siegen, als auch des westlich angrenzenden kurkölnischen Raums durch das Königreich Preußen zu Beginn des 19. Jahrhunderts entwickelten sich beiderseits des Schlages am Heerweg – verstärkt durch den Religionsunterschied – sehr unterschiedliche Regionen.
13. Hohlwege Ferndorf: Bei den „Hohlwegen Ferndorf“ handelt es sich um Überreste einer alten Straße, die sich heute in Form von Hohlwegen zu erkennen gibt. Im Gelände zu erkennen sind mehrere nebeneinander liegende, lange und flache sowie unterschiedlich tiefe Gräben oder Mulden, bei denen es sich um nacheinander benutzte Trassen handelt. Sie erreichen eine erhaltene Gesamtlänge von etwa 350 Metern und sind maximal etwa 100 Meter breit. Durch Bodenerosion dauernd befahrener Fahrspuren bis ins 18. Jahrhundert hinein entstanden, kann man durch Anzahl und Tiefe der Hohlwege Hinweise auf die historische Bedeutung einer Straße erhalten. Die Ferndorfer Hohlwege bilden eine von dem am Ferndorfbach liegenden Stahlhammer zum Buschhüttener Ortsteil Bottenbach führende Wegeverbindung, die dort Anschluss an die alte Fernstraße von Arnsberg bzw. Olpe nach Siegen hatte.
14. Hohlwege am Krombacher Schlag: Die „Hohlwege am Krombacher Schlag“ gehören ebenfalls zum alten Fernweg Frankfurt–Olpe–Hagen, von der an verschiedenen Stellen, so etwa auch westlich des Krombacher Schlages (auf dem Gebiet der Stadt Olpe) noch Reste in ähnlicher Form erhalten sind. Da ein Teil der Hohlwege direkt am Krombacher Schlag durch den jüngeren Ausbau im 17. Jahrhundert zugesetzt worden sind, müssen Teile dieser Wege bereits vor diesem Zeitpunkt bestanden haben.
15. Ostheldener Schlag mit Teilen der „Siegener Hecke“: An dem Ostheldener Teil der Territorialgrenze zwischen Siegen-Nassau und Kurköln, die mit einer Landwehr gesichert war, befand sich ein Schlagbaum („Schlag“), an der Stelle, an der die Fernstraße die Landwehr kreuzte. Durch die „Siegener Hecke“ (siehe oben) konnte das Umfahren der Schläge wohl weitgehend verhindert werden, so dass an Schlägen wie dem Ostheldener Schlag Zoll erhoben werden konnte.
16. Ehemals umliegender Friedhof „Pfarrkirche Ferndorf“: Der früheste archivalische Beleg für die Existenz der dem Heiligen Laurentius geweihten Pfarrkirche von Ferndorf datiert auf das Jahr 1339. Damals verkauften die Brüder der Familie von Wilnsdorf dem nassauischen Landesherren ihr Recht, den Pfarrer von Ferndorf einzusetzen, eine wichtige Entscheidung im Hinblick darauf, dass die Kirchspiele des Siegerlandes die Grundlage für die Entwicklung der gräflichen Amtsverfassung bildeten. Wie das Kirchengebäude selbst mit seinen spätromanischen Stilformen an Turm und Langhaus verdeutlicht, ist der bestehende Kirchenbau mit Ausnahme des Chores schon um die Mitte des 13. Jahrhunderts entstanden. Etwa zu diesem Zeitpunkt dürfte Ferndorf von St. Martini in Siegen, neben Netphen die älteste Pfarrkirche des Siegerlandes, losgelöst und zur eigenständigen Pfarre erhoben worden sein. Aber vieles spricht dafür, dass vergleichbar den Pfarrkirchen in Hilchenbach und Oberholzklau, auch in Ferndorf eine noch ältere Kapelle bestanden hat. Errichtet wurde sie mit einiger Sicherheit auf dem Besitz des Hofes, der 1067 zur Gründungsausstattung des Stiftes St. Georg in Köln gehörte und erst 1304 von den Geistlichen mit allem Zubehör an den Grafen von Nassau verkauft wurde. Für einen Kapellenbau vor dem 13. Jahrhundert spricht der Fund einer Münze aus der Mitte des 12. Jahrhunderts, die bei der Chorerweiterung 1887 gefunden wurde. Damals wurde der ältere Chor durch ein Querhaus mit Chor und Sakristei ersetzt. Der umliegende Friedhof ist vom Ortskern durch eine umlaufende Mauer abgetrennt, die bereits 1580 anlässlich ihrer Instandsetzung erwähnt wird. Der Friedhof selbst scheint zeitweilig auch Versammlungsort, vielleicht sogar Gerichtsplatz gewesen zu sein, wie ein dort vor der Kirchengemeinde 1345 abgeschlossener Vergleich nahelegt. 1827/1829 wurde die Nutzung des Begräbnisplatzes bei der Kirche eingestellt. Innerhalb der Kirche hatten die Adelsfamilien von der Hees und von Langenau bis ins 18. Jahrhundert ihr Erbbegräbnis.
17. Erzebachstollen sowie obertägige Bergbauerzeugnisse: Der Erzebachstollen und die zugehörigen obertägigen Bergbauerzeugnisse sind Bergbaurelikte der Latènezeit. Die ersten 54 Laufmeter zieht der Stollen annähernd gerade nach Osten; in diesem Bereich weist er einen schmalrechteckigen, leicht gebrauchten Streckenquerschnitt auf. Schlägel-Eisen-Arbeit und Hakennasen für die Froschlampen sind regelhaft zu beobachten. Ein Seitenquerschlag in Richtung Süden ist ebenfalls in Schlägel-Eisen-Arbeit entlang einer Kluft aufgefahren worden und etwa zwölf Meter lang. Dieser Teil des Grubenbaues ist augenscheinlich älter als die rückwärtigen Teile des Stollensystems. Dort sind regelhaft Bohrpfeifen zu beobachten und das Streckennetz ist unregelmäßiger aufgefahren. Ein Querschlag zweigt etwa acht bis zehn Meter vor Ende des Hauptstollens ab und zieht nach West-Südwest zurück. Dieses letzte Stück ist mit Abraum der Aufschließungsarbeit des Querschlages versetzt. Auch der Querschlag ist durch Sprengarbeit vorgetrieben, ebenso wie ein kleiner seitlicher Vortrieb, wo schwach eisenhaltiges Erz hereingewonnen wurde. Allerdings wird an keiner Stelle im Grubenbau ein eisenerzführender Lagerstättenteil angetroffen. Auch obertägig sind bergbauliche Spuren zu beobachten, etwa eine große, mehrfach gestufte Pinge, die wenige dutzend Meter nördlich der Stollenpinge in derselben Richtung hangaufwärts läuft. Ebenfalls hangaufwärts liegen zwei trichterförmige Pingen, davon eine mit deutlicher Halde hangabwärts. Dies weist sie einem oberflächennahen Bergbau zu. Die oberflächennahen Pingen sowie der vordere Teil des Ertzebachstollens dürften einer älteren Gewinnungsphase des 16. oder 17. Jahrhunderts angehören. Dafür sprechen die Eisen-Schlägel-Arbeit und die Stollenquerschnitte. Naheliegend wird man diese Teile der urkundlichen Erwähnung von Eisenerzgewinnung und Schmiedtätigkeit des Hans Stähler vom Dornbachseifen zuweisen, der um 1540 hier Gewinnungsarbeiten betrieben haben soll. Zumindest den Grubenbau selbst wird man dabei als wieder eingestellten Aufschließungsstollen ansprechen, in welchem nie abgebaut wurde. Jünger sind ebenfalls Aufschließungsarbeiten, die sich in den hinteren Grubenbauteilen erkennen lassen. Die Schießarbeit kann man dem 19. oder dem frühen 20. Jahrhundert zuweisen, als man – wohl vergeblich – versuchte, an dieser Stelle eine Eisenlagerstätte zu prospektieren. Auch hier fand kein nennenswerter Abbau statt. Zwei seitliche, schrammförmige Schlitze im Stoß kurz vor Ende des älteren Grubenbauteils weisen auf einleitende prospektorische Maßnahmen. Funde von Sprengkapseln können mit dieser Arbeit verbunden werden.